# Distrito de Jesús María
El distrito de Jesús María es uno de los cuarenta y tres distritos que conforman la provincia de Lima, ubicada en el departamento homónimo, en el Perú. Limita al norte con los distritos de Breña y Lima, al este nuevamente con Lima y el distrito de Lince, al sur con los distritos de San Isidro y Magdalena del Mar, y al oeste con el distrito de Pueblo Libre.
En 2019, ocupó el tercer puesto en el índice de desarrollo humano de todos los distritos del Perú, ubicándose por detrás de los distritos de La Molina y Lince. Según su IDH y datos del INEI, está habitado actualmente por familias de nivel socioeconómico alto.
Jesús María cuenta con diversos sitios de interés turístico, entre los que destacan el Campo de Marte con su Monumento a los defensores de la frontera y El ojo que llora, el Museo de Historia Natural de Lima de la Universidad Nacional Mayor de San Marcos, el Centro Cultural Peruano Japonés con su jardín japonés y su Museo de la Inmigración Japonesa al Perú, el Jardín botánico de Plantas Medicinales de Lima, la iglesia y plaza San José, entre otros.

## Historia
En la época preincaica, hacia el 1440 d. C., la zona de Jesús María correspondía a una parte de las áreas del curacazgo de Maranga y al reino de Cuismancu, dos de las más antiguos poblados del valle del río Rímac. Posterior a la conquista del Perú, la actual zona del distrito correspondía a la unión del entonces fundo Matalechuzas, el fundo pequeño Matalechucitas y las tierras referidas como Jesús María, las cuales en conjunto sumaban un total de doscientos cuarenta hectáreas.
Durante el virreinato del Perú, una parte del valle del río Rímac, regada entonces por el hoy desaparecido río Huatica, empezó a conocerse como Matalechuzas. Una teoría indica que desde el siglo XVI, se dio una eliminación de las lechuzas de la zona, un ave que según cronistas españoles era muy reputada como oráculo en tiempos prehispánicos y por ende tenía varias huacas dedicadas a su culto en el lugar, las cuales gradualmente también se destruyeron. Con el pasar del tiempo, se crearon tierras de cultivo, principalmente de caña de azúcar y frutales. Matalechuzas se convirtió así en la plantación más importante de la zona, teniendo como propietario hacia el siglo XVII a Martín de Ituráin.

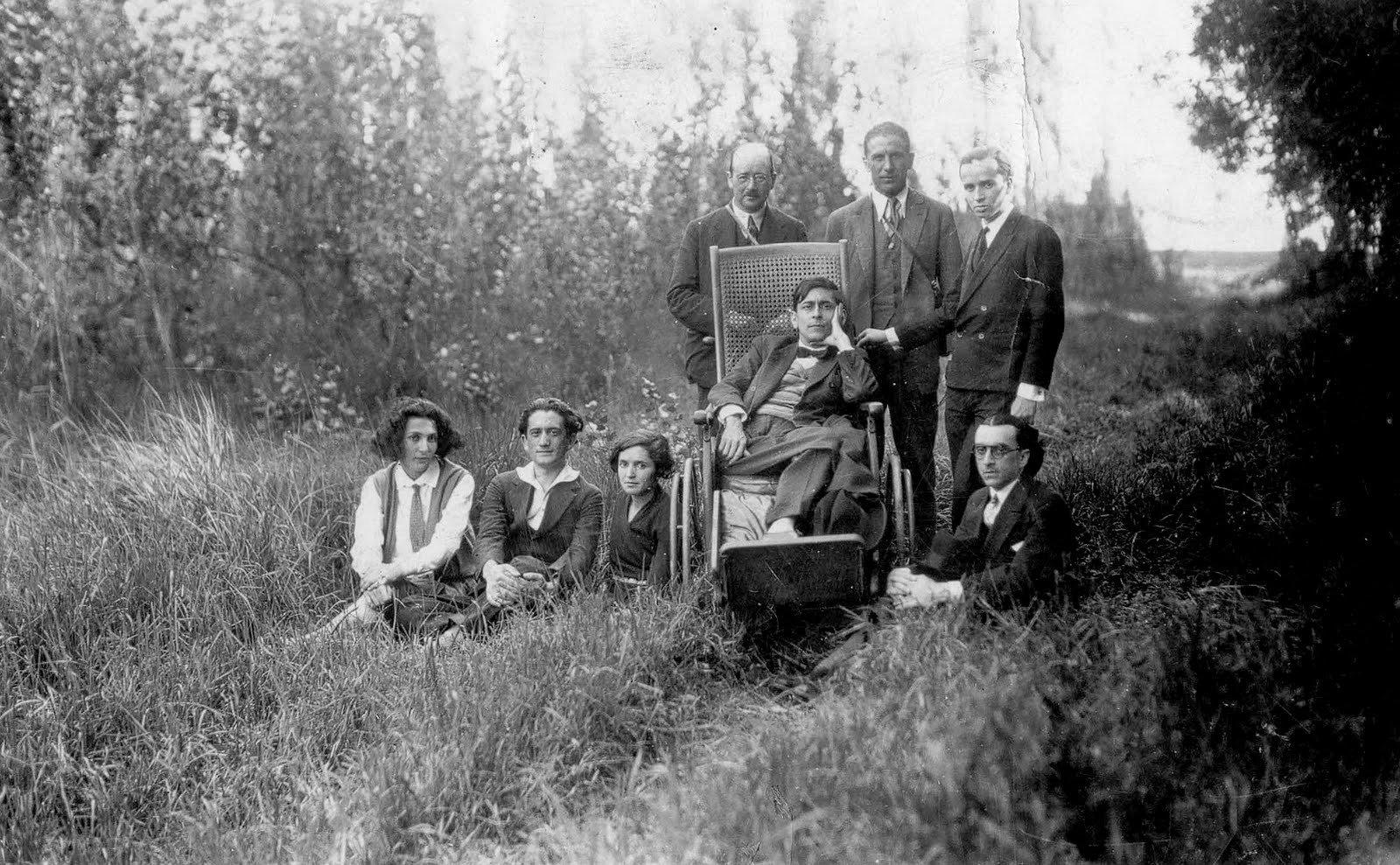
José Carlos Mariátegui en 1929 durante un paseo de recreo en el bosque de Matamula, también llamado Matalechuzas. Sobre este bosque se urbanizó gran parte de Jesús María.

En el siglo XIX, con la llegada de la época republicana, Matalechuzas tuvo de dueño a Manuel Ignacio de Vivanco, un caudillo revolucionario arequipeño que llegó a ser Supremo Director del Perú de 1843 a 1844 y enemigo acérrimo de Ramón Castilla. Posterior a su muerte, Reynaldo de Vivanco, su hijo, heredaría el fundo. Este moriría luego en la defensa del Morro Solar durante la guerra del Pacífico. Posteriormente, la familia Olavegoya adquiriría el terreno, y a inicios del siglo XX iniciaría la expansión urbana del antiguo fundo.
Respecto a Matalechucitas, esta era una huerta o chacra de menor tamaño de la que se tiene conocimiento de su existencia desde el siglo XVII. La huerta tendría varios dueños hasta que finalmente Manuel Ignacio de Vivanco tomaría también posesión de esta. Décadas después, Reynaldo de Vivanco la pondría en venta. Por otro lado, las tierras denominadas Jesús María eran una chacra ubicada al lado del área de Santa Beatriz. Según el historiador Fernando Flores Zúñiga, el nombre de la tierras se origina en la recolección monacal de Jesús, María y José, conformada por monjas capuchinas que llegaron a Lima desde Madrid y tomaron clausura en la zona a partir de 1718, lo cual convertiría al lugar en su sede. En algún periodo del siglo XVIII, las monjas capuchinas de la recolección de Jesús, María y José se adueñaron de las tierras en mención, las cuales adquirirían dicha advocación con el paso del tiempo, aunque dejando de lado la mención a San José.

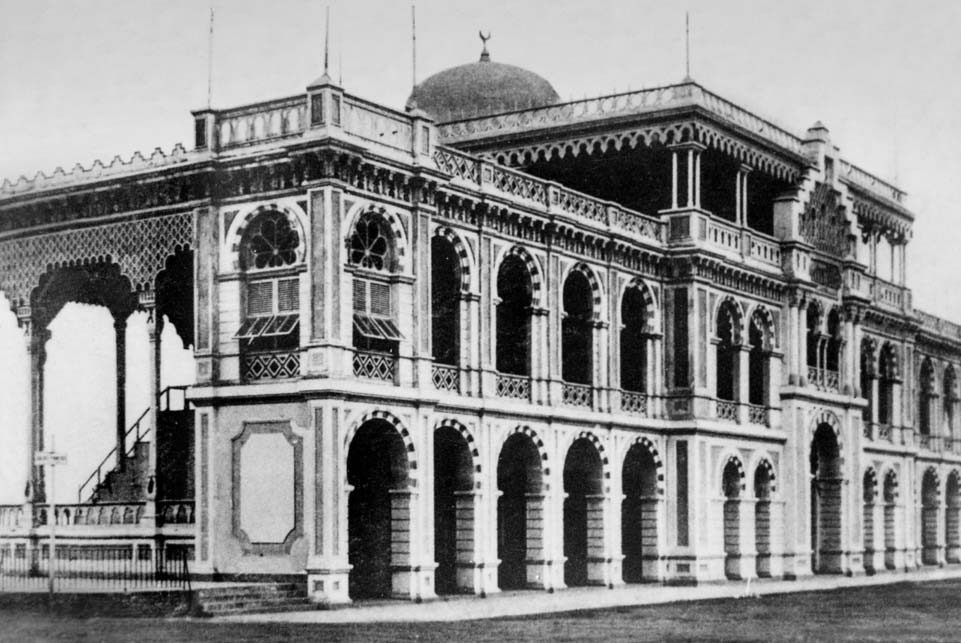
Detalle de la edificación del Hipódromo de Santa Beatriz, demolido en 1938 para dar paso al Campo de Marte.

La zona del actual distrito mantuvo un perfil agrícola hasta iniciada la década de 1920, perteneciendo su territorio a los distritos de Lima, Pueblo Libre y Magdalena del Mar. Durante el Oncenio de Leguía, específicamente en 1927, la Escuela de Agricultura de Lima elaboró un proyecto para urbanizar la zona, el cual proponía unas treinta y dos manzanas entre lo que serían luego las avenidas Arenales y Francisco Javier Mariátegui. En 1930, pobladores de la zona decidieron unirse y conformar la agrupación de viviendas Jesús María. Al año siguiente formaron la comisión cívica pro distrito de Jesús María, la cual presidió Enrique Majuelos, un notable vecino en dicha época. Luego, en la década de 1940, la inauguración de la avenida General Felipe Salaverry dio un importante impulso a la autonomía de Jesús María. Al mismo tiempo que el Campo de Marte, que sustituyó al Hipódromo de Santa Beatriz, comenzó a perfilarse como un pulmón y paisaje estético para la emergente zona residencial. En ese entonces, varios miembros de la comunidad de inmigrantes japoneses en el Perú asentados en la zona llevaron el comercio y dinamismo económico a Jesús María, al ser ellos quienes abrieron las primeras bodegas, peluquerías, farmacias y ferreterías de lugar, otorgándole así al futuro distrito un tono comercial que mantiene hasta la actualidad. 

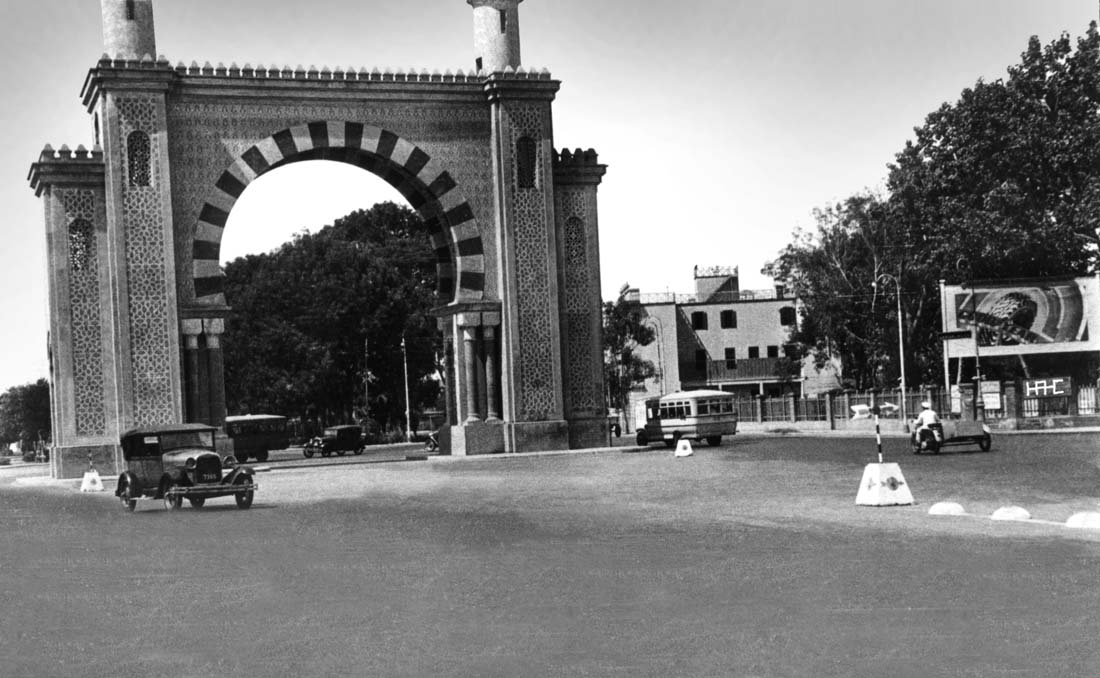
El antiguo Arco Morisco de la avenida Leguía, obsequio de España por el centenario de la independencia de Perú. Se ubicaba en uno de los extremos del Campo de Marte. Fue demolido en 1938. Una réplica se construyó en el distrito de Santiago de Surco.

En 1943, se conformó una comisión encargada de gestionar la autonomía de la zona, a fin de lograr una mejor administración de recursos. Su crecimiento vertiginoso hacía necesaria una administración económica independiente, por lo que los vecinos Jacob Alavedra y Enrique Mafuelo Cáceres tomaron la iniciativa y terminaron por constituir el Comité Cívico pro-distrito de Jesús María. Gradualmente, la cada vez más activa avenida Salaverry impulsó la expansión urbana y le brindó un perfil nuevo a la zona, diferenciándola respecto a los distritos de Lince y San Isidro. En las décadas de los 40 y 50, diversos empresarios, profesionales, políticos y representantes extranjeros se mudaron al lugar. Las mansiones y casonas nuevas del lugar mostraban diversos estilos arquitectónicos, tales como el chalet estadounidense, morisco y neocolonial; además de balcones, jardines y ventanales republicanos. Así también, en los años 50, en la avenida Salaverry se construyeron algunos edificios públicos representantes del Ochenio de Manuel Odría, tales como el Ministerio de Trabajo y Promoción del Empleo del Perú y el Ministerio de Salud del Perú, y se dieron los trabajos iniciales del actual Hospital Edgardo Rebagliati Martins (ex Hospital del Empleado); todo esto le brindó un perfil muy característico a la zona. Finalmente, también en la década de los 50, la inauguración de la avenida San Felipe completaría el paisaje urbanístico local, con las casas y residencias de las calles Estados Unidos, Inca Rípac y Sánchez Cerro.

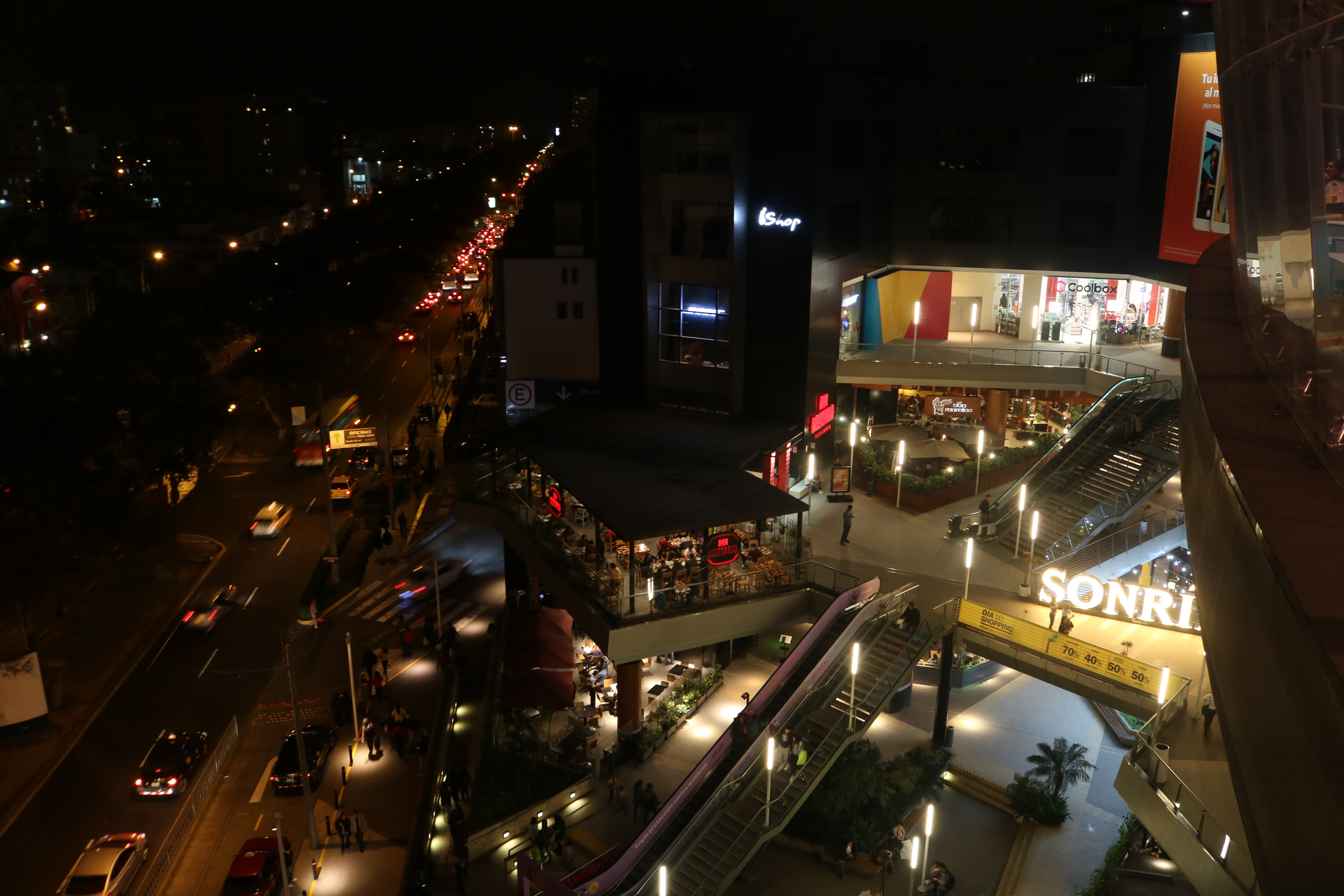
Vista nocturna actual de la avenida Salaverry desde el Centro Comercial Real Plaza Salaverry.

Después de exitosas gestiones en las diferentes esferas políticas, el 30 de noviembre de 1956, en legislatura presidida por José Gálvez Barrenechea, el Congreso de la República expide la ley 14763 que marcaba la fundación política del distrito de Jesús María, segregándolo del distrito de Lima. Sin embargo, la iniciativa quedó encarpetada sin ser promulgada por varios años. No sería hasta el 17 de diciembre de 1963, que el entonces presidente de la república, Fernando Belaúnde Terry, promulga la referida ley para marcar el nacimiento oficial del distrito, la cual se publica también en el diario oficial El Peruano. No obstante, pese a la fundación oficial del distrito en 1963, no se pudo contar con una administración, sino hasta que se desarrollaron las elecciones municipales de Lima de 1966. Año en el que José Benavides Muñoz se convirtió en el primer alcalde del distrito, el cual iniciaría su gestión en 01 de enero de 1967. En las décadas de los 60 y 70, el recientemente creado distrito adquiere un perfil más heterogéneo a partir de la apariión de zonas más populares y de pequeña clase media. En la década de 1960, el Hipódromo de San Felipe, que era a su vez reemplazo del Hipódromo de Santa Beatriz, sería demolido para dar paso a la hoy emblemática Residencial San Felipe. Desde su fundación, el distrito ha tenido trece alcaldes, siendo el actual Jesús Alberto Gálvez Olivares, quien ejerce el cargo para el periodo 2023-2026.

## Geografía y límites distritales

### Ubicación
El distrito de Jesús María está ubicado al suroeste del centro histórico de Lima, y forma parte de la subregión Lima Centro. Cuenta con una superficie de 4,57 km² y su altitud media es de 115 m s.n.m.

### Límites
Limita al norte, con los distritos de Breña y Lima, mediante las avenidas Brasil y 28 de Julio respectivamente; al este, colinda nuevamente con el distrito de Lima y el distrito de Lince, por medio de las avenidas República de Chile, Arenales, Domingo Cueto, Belisario Flores y Salaverry; al sur, con el distrito de San Isidro y el distrito de Magdalena del Mar, a través de las avenidas Salaverry y Faustino Sánchez Carrión; y al oeste, con el distrito de Pueblo Libre, por medio de la avenida Brasil.
| Noroeste: Breña             | Norte: Lima     | Nordeste: Lima |
| Oeste: Pueblo Libre         |                 | Este: Lima     |
| Suroeste: Magdalena del Mar | Sur: San Isidro | Sureste: Lince |

### Clima
El clima de Jesús María guarda correspondencia con el promedio climático de la capital Lima. En ese sentido, combina una ausencia casi total de precipitaciones, con un altísimo nivel de humedad atmosférica y persistente cobertura nubosa. Por ello, sorprende por sus extrañas características a pesar de estar ubicada en una zona tropical a 12 grados latitud sur y casi al nivel del mar. La costa central peruana, muestra una serie de microclimas atípicos debido a la influyente y fría corriente de Humboldt que se deriva de la Antártida, la cercanía de la cordillera de los Andes y su ubicación geográfica, dándole a Jesús María, y en general a Lima Metropolitana, un clima subtropical, fresco, desértico y húmedo a la vez. En la siguiente tabla se brindan los parámetros climáticos anuales de Lima, los cuales como se indicó guardan directa correspondencia con el clima del distrito.
| Parámetros climáticos promedio de Lima                                     | Parámetros climáticos promedio de Lima | Parámetros climáticos promedio de Lima | Parámetros climáticos promedio de Lima | Parámetros climáticos promedio de Lima | Parámetros climáticos promedio de Lima | Parámetros climáticos promedio de Lima | Parámetros climáticos promedio de Lima | Parámetros climáticos promedio de Lima | Parámetros climáticos promedio de Lima | Parámetros climáticos promedio de Lima | Parámetros climáticos promedio de Lima | Parámetros climáticos promedio de Lima | Parámetros climáticos promedio de Lima |
| Mes                                                                        | Ene.                                   | Feb.                                   | Mar.                                   | Abr.                                   | May.                                   | Jun.                                   | Jul.                                   | Ago.                                   | Sep.                                   | Oct.                                   | Nov.                                   | Dic.                                   | Anual                                  |
| -------------------------------------------------------------------------- | -------------------------------------- | -------------------------------------- | -------------------------------------- | -------------------------------------- | -------------------------------------- | -------------------------------------- | -------------------------------------- | -------------------------------------- | -------------------------------------- | -------------------------------------- | -------------------------------------- | -------------------------------------- | -------------------------------------- |
| Temp. máx. abs. (°C)                                                       | 31                                     | 35                                     | 32                                     | 31                                     | 30                                     | 28                                     | 30                                     | 26                                     | 26                                     | 26                                     | 27                                     | 31                                     | 35                                     |
| Temp. máx. media (°C)                                                      | 26                                     | 26                                     | 26                                     | 24                                     | 22                                     | 20                                     | 19                                     | 18                                     | 19                                     | 20                                     | 22                                     | 24                                     | 22                                     |
| Temp. media (°C)                                                           | 23                                     | 23                                     | 23                                     | 21                                     | 20                                     | 18                                     | 17                                     | 17                                     | 17                                     | 18                                     | 20                                     | 21                                     | 20                                     |
| Temp. mín. media (°C)                                                      | 20                                     | 20                                     | 20                                     | 18                                     | 17                                     | 16                                     | 15                                     | 15                                     | 15                                     | 16                                     | 17                                     | 18                                     | 17                                     |
| Temp. mín. abs. (°C)                                                       | 16                                     | 17                                     | 16                                     | 13                                     | 12                                     | 11                                     | 8                                      | 9                                      | 10                                     | 10                                     | 8                                      | 10                                     | 8                                      |
| Lluvias (mm)                                                               | 1                                      | 1                                      | 0                                      | 0                                      | 1                                      | 2                                      | 3                                      | 3                                      | 3                                      | 2                                      | 2                                      | 0                                      | 16                                     |
| Días de lluvias (≥ 1 mm)                                                   | 4                                      | 2                                      | 3                                      | 2                                      | 5                                      | 11                                     | 12                                     | 15                                     | 13                                     | 7                                      | 5                                      | 3                                      | 82                                     |
| Horas de sol                                                               | 179.1                                  | 169                                    | 139.2                                  | 184                                    | 116.4                                  | 50.6                                   | 28.6                                   | 32.3                                   | 37.3                                   | 65.3                                   | 89                                     | 139.2                                  | 1284                                   |
| Humedad relativa (%)                                                       | 85                                     | 80                                     | 80                                     | 85                                     | 85                                     | 85                                     | 85                                     | 85                                     | 85                                     | 85                                     | 85                                     | 85                                     | 84.2                                   |
| Fuente n.º 1: Weatherbase (Temperatura, precipitación y humedad relativa). |                                        |                                        |                                        |                                        |                                        |                                        |                                        |                                        |                                        |                                        |                                        |                                        |                                        |
| Fuente n.º 2: Universidad Complutense de Madrid (Horas de sol).            |                                        |                                        |                                        |                                        |                                        |                                        |                                        |                                        |                                        |                                        |                                        |                                        |                                        |

## División Administrativa
El cuadro muestra el centro poblado que pertenece al distrito de Jesús María.
| Centro Poblado | Tipo de Centro Poblado |
| -------------- | ---------------------- |
| Jesús María    | Urbano                 |

## Autoridades
| Cargo    | Autoridad electa                       | Partido político | Partido político       |
| -------- | -------------------------------------- | ---------------- | ---------------------- |
| Alcalde  | Jesús Gálvez Olivares                  |                  | Renovación Popular     |
| Regidor  | Jorge Luis Guillen Sivirichi           |                  | Renovación Popular     |
| Regidora | María Monserrat Benavides Alegría      |                  | Renovación Popular     |
| Regidor  | Kelvin Arturo Alejos Silva             |                  | Renovación Popular     |
| Regidora | Kathy Aguilar Acosta                   |                  | Renovación Popular     |
| Regidor  | Pierre Leonardo Morote Bustamante      |                  | Renovación Popular     |
| Regidora | Rosana Teresa Blas Nontol              |                  | Renovación Popular     |
| Regidor  | William César Mendiburo Bolivar        |                  | Somos Perú             |
| Regidora | Lucy Chávez Montoya                    |                  | Frente de la Esperanza |
| Regidora | Carmen Celinda Vílchez Radas de Campos |                  | Avanza País            |

## Demografía
Jesús María es considerado como un distrito habitado por personas de nivel socioeconómico alto, con una densidad mediana. Gracias al progreso y estabilidad en gestión de seguridad, limpieza y orden en los últimos años, ha sido un distrito muy elegido por inmobiliarias importantes para la edificación de viviendas. Siendo una de las zonas de Lima que tuvo uno de los mayores incrementos en el precio de sus propiedades por m². Según resultados del año 2019, Jesús María ocupa actualmente el tercer puesto en el índice de desarrollo humano de los 1 831 distritos del Perú, ubicándose solo por detrás de los distritos de La Molina y Lince.

## Infraestructura y servicios

### Educación

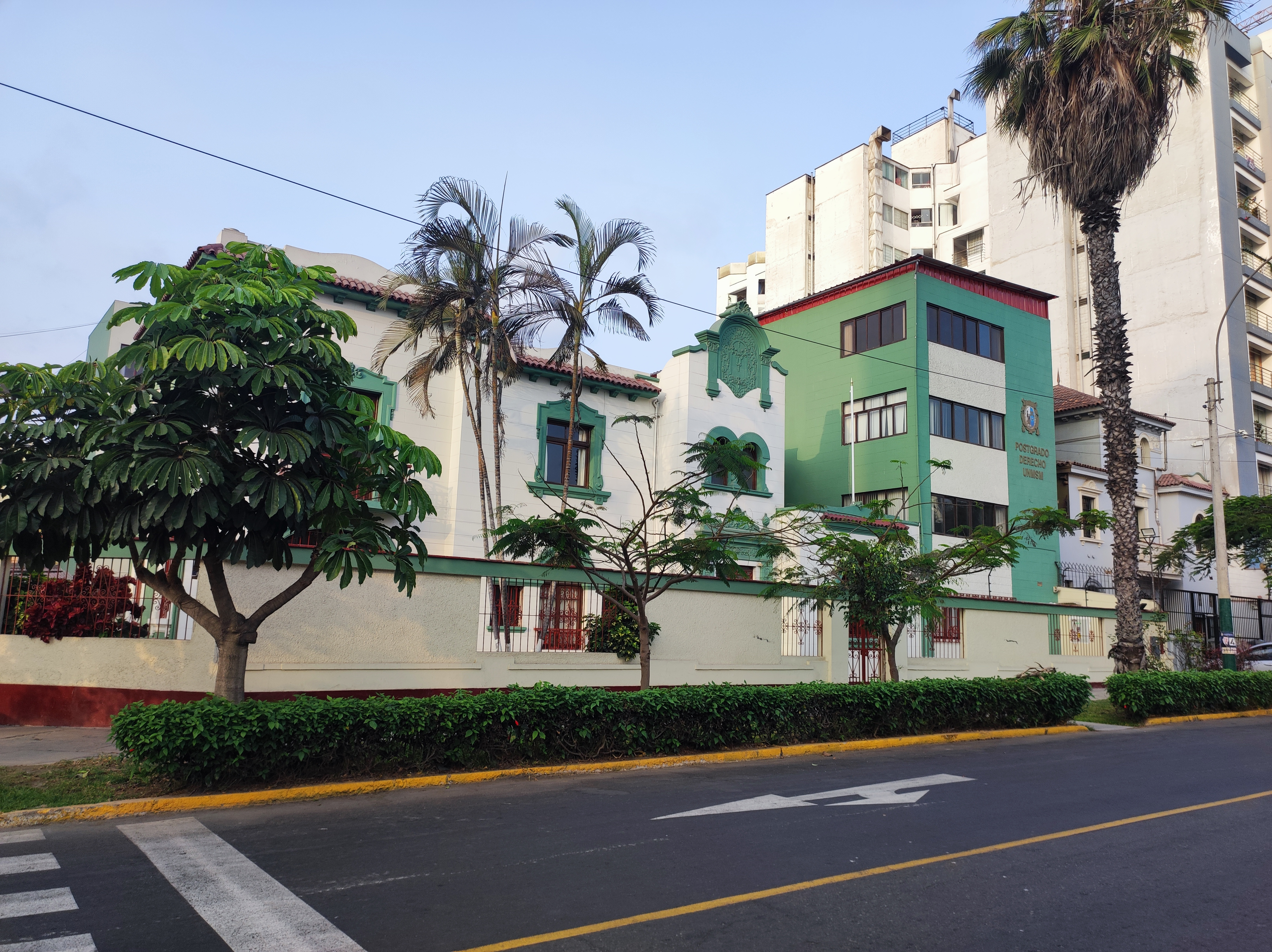
Frontis de la Escuela de Posgrado de Derecho y Ciencia Política de la Universidad Nacional Mayor de San Marcos.

Jesús María cuenta con algunas instituciones públicas de educación primaria y secundaria, tales como la Institución Educativa Emblemática Teresa González de Fanning (Colegio Nacional de Mujeres), el Colegio Nacional de Varones Diego Ferré y el Colegio Nacional de Mujeres Gabriela Mistral. Cuenta además con varias instituciones privadas de educación primaria y secundaria como el Colegio San Antonio de Padua, el Colegio Los Álamos, el Colegio Corazón de Jesús, el Colegio San Clemente, el Colegio San Patricio, el Colegio Trilce Salaverry, el Colegio Pamer República de Chile, el Colegio Saco Oliveros, el Colegio San Felipe, el Colegio Santa María de Fátima, el Colegio Isaac Newton, el Colegio Peruano Americano (Clinton-Rodham School), el Colegio Santa Rita de Casia, el Colegio Leadership School, el Colegio Héctor de Cárdenas, entre otros.

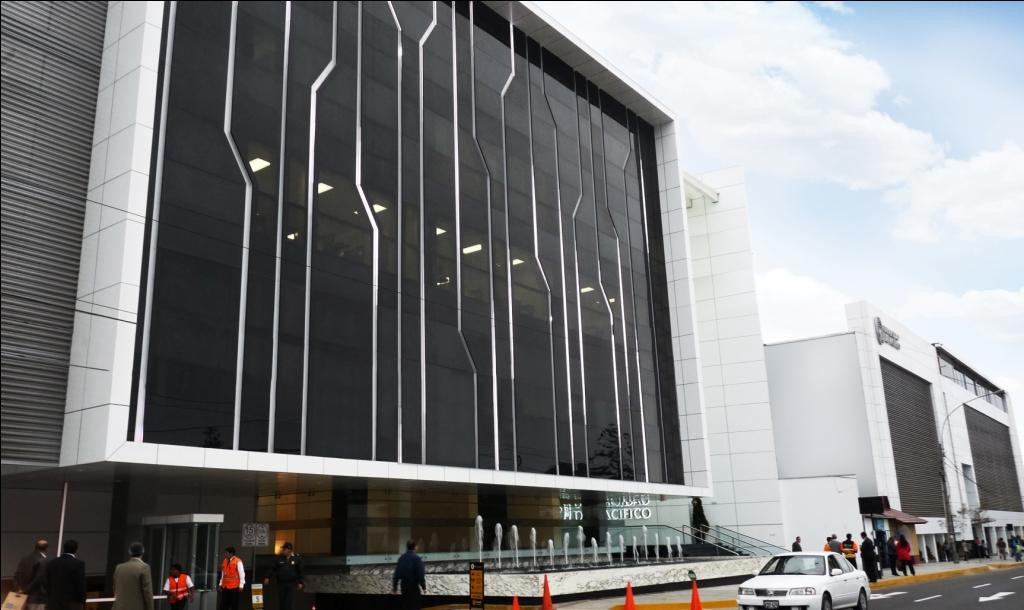
Entrada principal de la Universidad del Pacífico.

En cuanto a instituciones públicas de educación superior, Jesús María cuenta con la Escuela de Posgrado de Derecho y Ciencia Política de la Universidad Nacional Mayor de San Marcos y la Facultad de Arquitectura de la Universidad Nacional Federico Villarreal. En cuanto a instituciones privadas, en el distrito se ubican la Universidad del Pacífico especializada en economía, la Universidad Jaime Bausate y Meza especializada en periodismo, las facultades de obstetricia y educación de la Universidad de San Martín de Porres y la sede Lima de la Universidad Peruana Los Andes. En el distrito se ubican también algunas facultades y edificios administrativos de la Universidad Inca Garcilaso de la Vega, la Universidad Alas Peruanas, la Universidad Peruana de Ciencias e Informática y la Universidad Peruana de Investigación y Negocios, estas cuatro últimas en período de cese de actividades.

### Sanidad

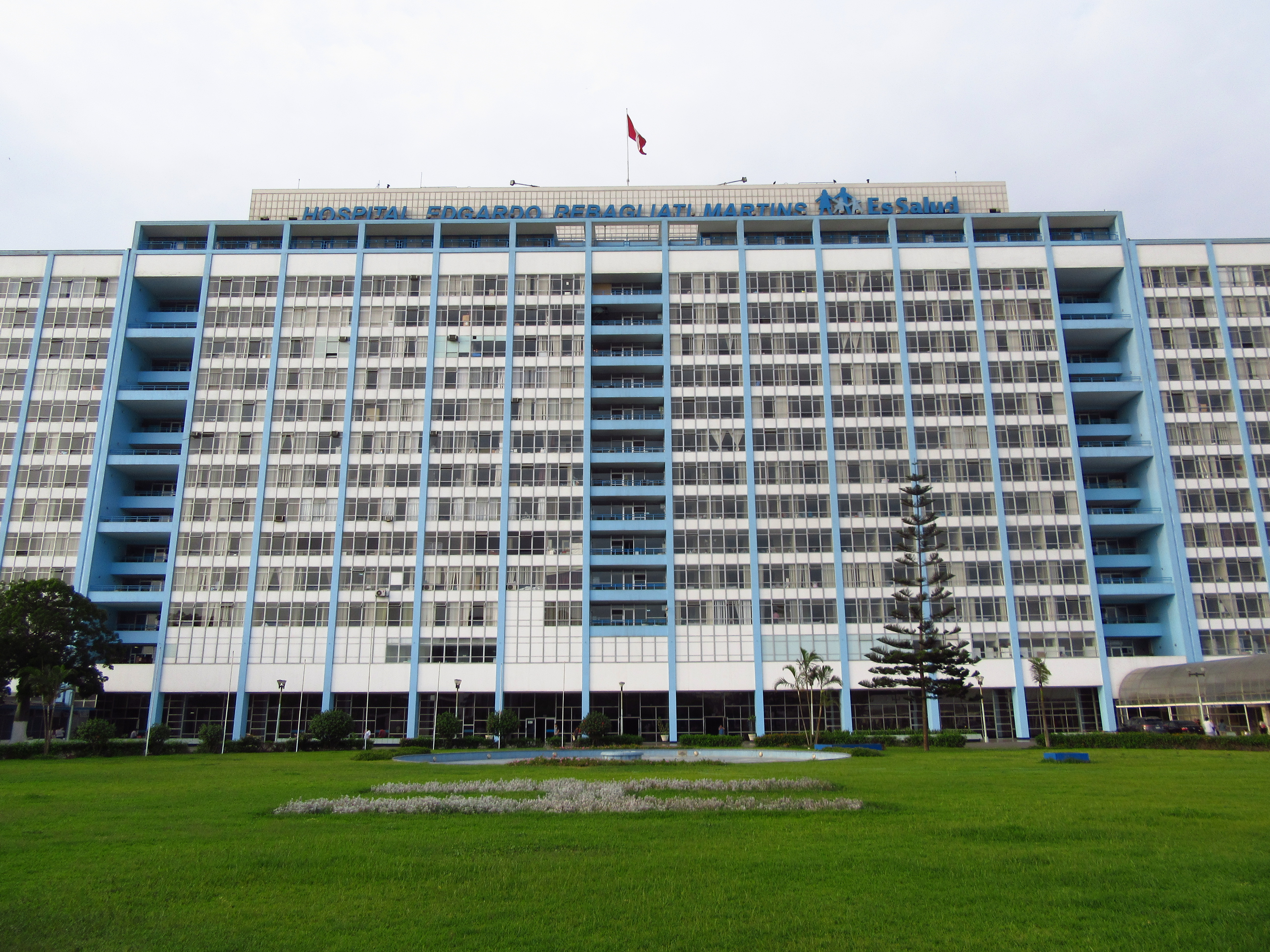
Vista del edificio principal del Hospital Edgardo Rebagliati Martins del Seguro Social de Salud del Perú (EsSalud), fundado como Hospital del Empleado en 1958.

En Jesús María se ubica el más importante complejo hospitalario de la seguridad social del Perú, el Hospital Edgardo Rebagliati Martins, fundado en 1958 como «Hospital del Empleado». Además, en el distrito se ubican los principales complejos hospitalarios del Ejército del Perú y la Policía Nacional del Perú, el Hospital Militar Central Coronel EP Luis Arias Schreiber y el Hospital Central de la Policía PNP Luis N. Sáenz, respectivamente.
Así también, es sede de centros de salud privados como la clínica San Felipe, el policlínico peruano Japonés, el centro de salud sexual y reproductiva INPPARES, entre otros.

### Seguridad
En cuanto a la seguridad nacional, en Jesús María se ubican la Comandancia General de la Fuerza Aérea del Perú y la antigua Comandancia General de la Marina de Guerra del Perú (antiguo Ministerio de Marina).

### Entidades y servicios
Jesús María es la ubicación de las sedes centrales del Ministerio de Trabajo y Promoción del Empleo del Perú, el Ministerio de Salud del Perú y el Ministerio de Defensa del Perú; así como de una sede del Ministerio de Desarrollo Agrario y Riego del Perú.
En la jurisdicción del distrito se encuentran también las sedes centrales de la Derrama Magisterial, adscrita al Ministerio de Educación del Perú,  el Instituto Nacional de Estadística e Informática (INEI), el Servicio Nacional de Meteorología e Hidrología del Perú (SENAMHI), el Organismo de Evaluación y Fiscalización Ambiental (OEFA) y la Cámara de Comercio de Lima (CCL); así como una de las sedes de la Oficina Nacional de Procesos Electorales (ONPE), el Registro Nacional de Identificación y Estado Civil (RENIEC) y la Superintendencia Nacional de los Registros Públicos (SUNARP).
En el distrito se ubican también las embajadas de Guatemala, Italia, Japón y Polonia, y los consulados de Argentina y Croacia. Además de ello, es la ubicación de la Nunciatura apostólica, la misión diplomática de máximo rango de la Santa Sede.

### Transporte
Las vías más importantes del distrito son las avenidas Salaverry, San Felipe, Brasil, Arenales, 28 de Julio y Avenida Pershing), las cuales sirven como líneas divisorias con los distritos limítrofes.

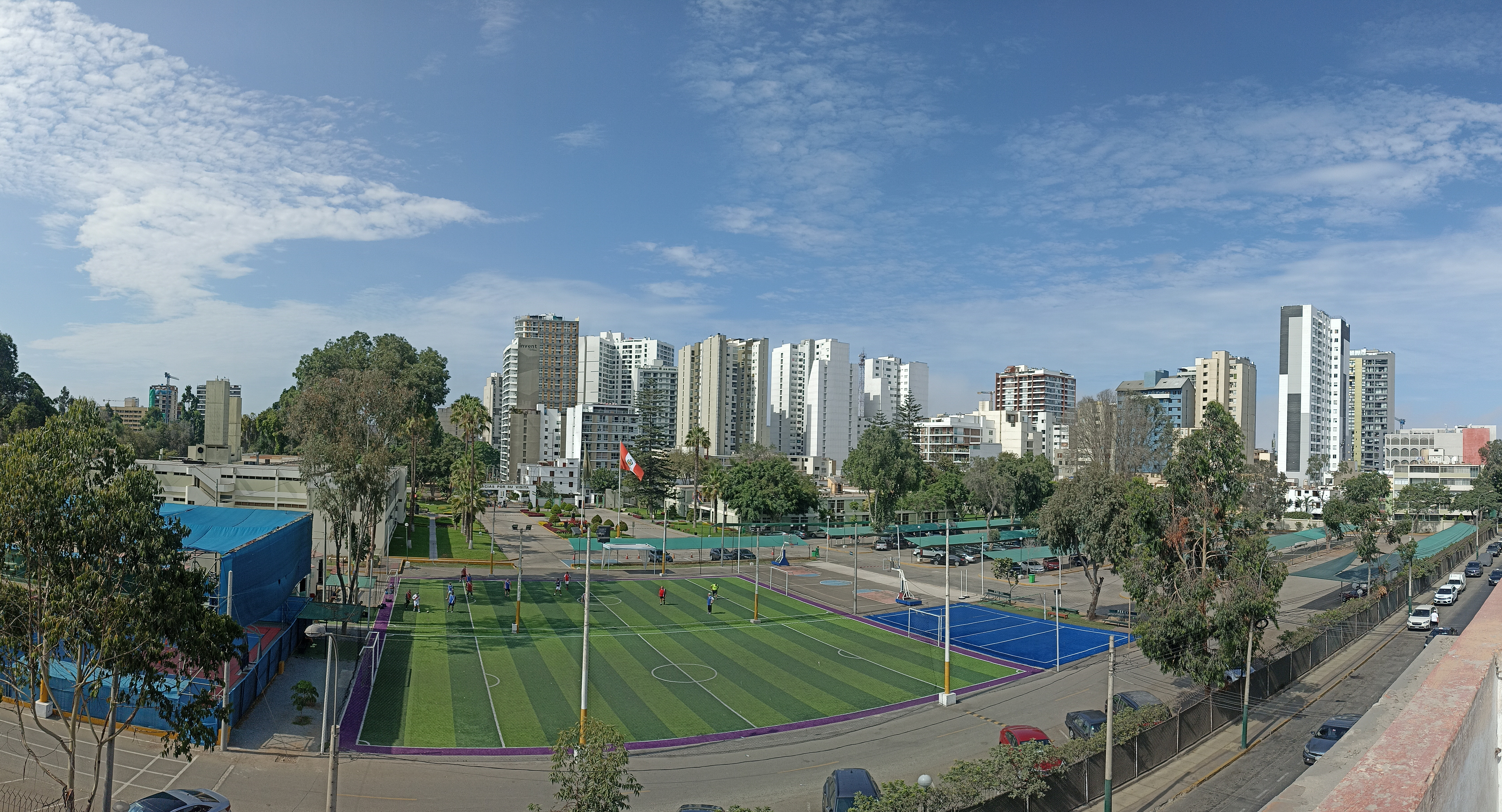
Zona Moderna en la Av. San Felipe

## Patrimonio y lugares de interés
Jesús María cuenta con varios lugares de atractivo turístico, a continuación se brinda una relación de los principales según su tipo.

### Centros culturales

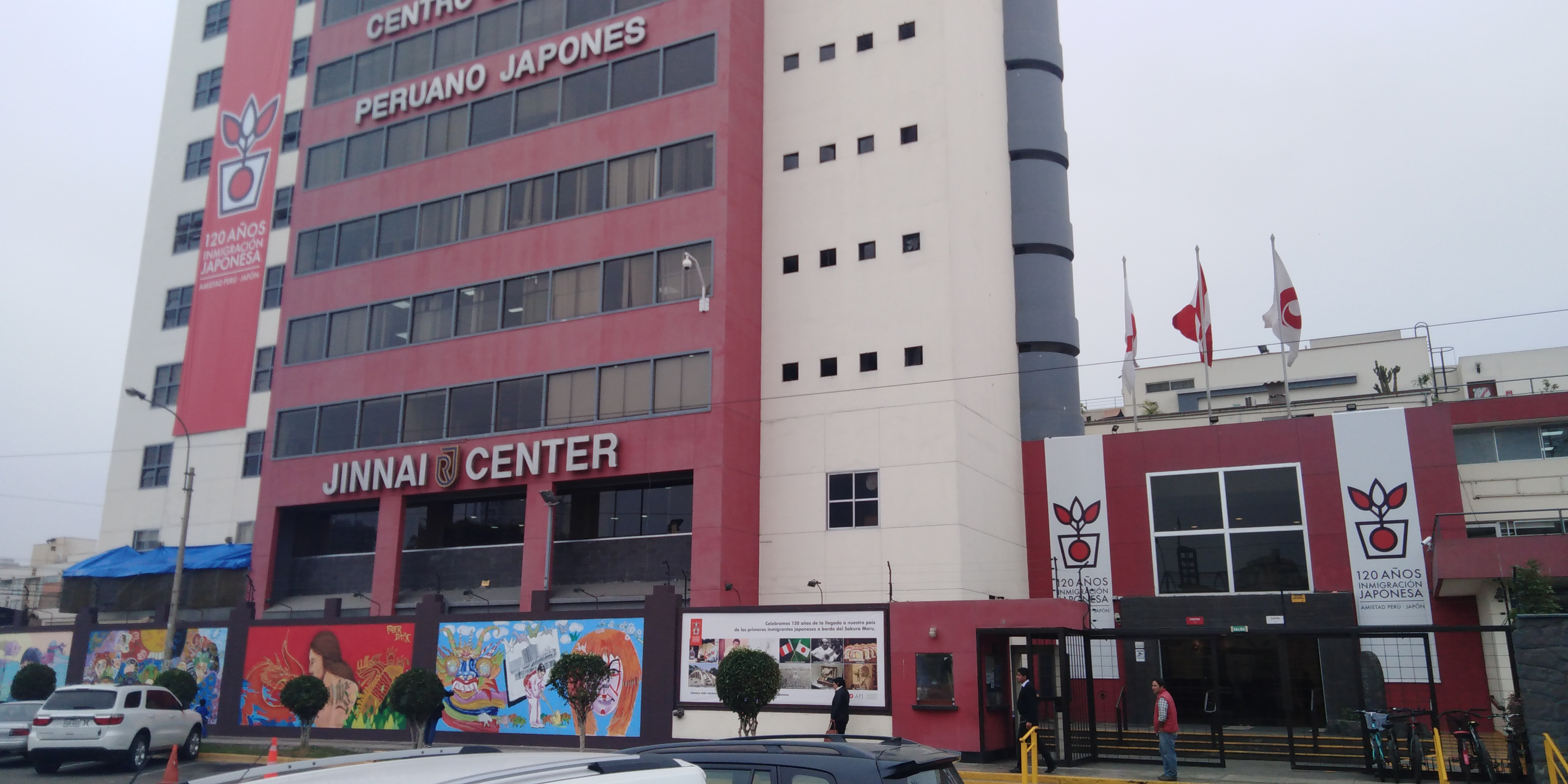
Entrada principal del Centro Cultural Peruano Japonés, ubicado en la Residencial San Felipe.

- Centro Cultural Peruano Japonés: El distrito tiene una estrecha conexión con la colonia nikkei, inmigrantes japoneses y sus descendientes en el Perú, no solo porque en el distrito viven muchos miembros de esta comunidad sino porque su principal organización, la Asociación Peruano Japonesa que se fundó en 1917, recibió como donación de Perú un terreno abierto de 10 000 m² en Jesús María, a manera de compensarlos por los excesos ocurridos contra ellos en el contexto de la Segunda Guerra Mundial. En dicho terreno donado la asociación ha construyó sus principales instituciones, entre las cuales destaca el Centro Cultural Peruano Japonés. Este se inauguró el 12 de mayo de 1967 en forma de un centro para el encuentro y la difusión de diversas manifestaciones de arte y cultura peruano-japonesa. Asistieron a la inauguración el entonces príncipe heredero Akihito (quien luego se convertiría en emperador de Japón) y la princesa Michiko, Fernando Belaúnde Terry, presidente del Perú en ese entonces, Juan Landázuri Ricketts, arzobispo de Lima de la época, entre otros. En la ceremonia de inauguración los príncipes Akihito y Michiko sembraron dos pinos que hasta la actualidad se mantienen en el jardín japonés que el centro resguarda en su interior. Anexos al centro cultural, se ubican el Teatro Peruano Japonés, que cuenta con una capacidad para 1025 personas, el Museo de la Inmigración Japonesa al Perú Carlos Chiyoteru Hiraoka y la Biblioteca Elena Kohatsu. Finalmente, la asociación construyó también en los alrededores de su centro el Policlínico Peruano Japonés, siendo este inaugurado el 21 de marzo de 1981.[4][6][10]

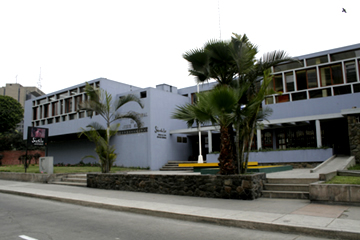
Entrada principal del Centro Cultural Sérvulo Gutiérrez.

- Centro Cultural Sérvulo Gutiérrez: Es denominado también como Centro Cultural de Jesús María, al ser el principal y oficial centro gestor de actividades culturales y artísticas del distrito. El centro es sede de exposiciones, eventos y espectáculos, además de promotor de talleres y programas educativos en beneficio de los vecinos del distrito y el público en general.[10] En su edificio se ubica la Galería de Arte Sérvulo Gutiérrez y la Biblioteca Municipal de Jesús María, la cual con más de treinta mil títulos es la biblioteca municipal más grande del país.[12]

- Centro de la Amistad Peruano-China: De reciente creación, este espacio busca albergar eventos culturales de diferente índole resultados del proceso de la inmigración china en el Perú, el cual ha generado valores, tradiciones y una gastronomía particular a lo largo de más de ciento setenta años. El centro brinda actualmente distintos cursos de cultura china e idioma chino, además de cursos de artes, danzas y deportes.

Otras organizaciones de interés que cumplen funciones similares a un centro cultural en el distrito son el Goethe-Institut del Perú ubicado cerca al Campo de Marte, el Centro Español del Perú ubicado en la avenida Salaverry y la Asociación Croata Dubrovnik ubicada en la avenida San Felipe.

### Museos

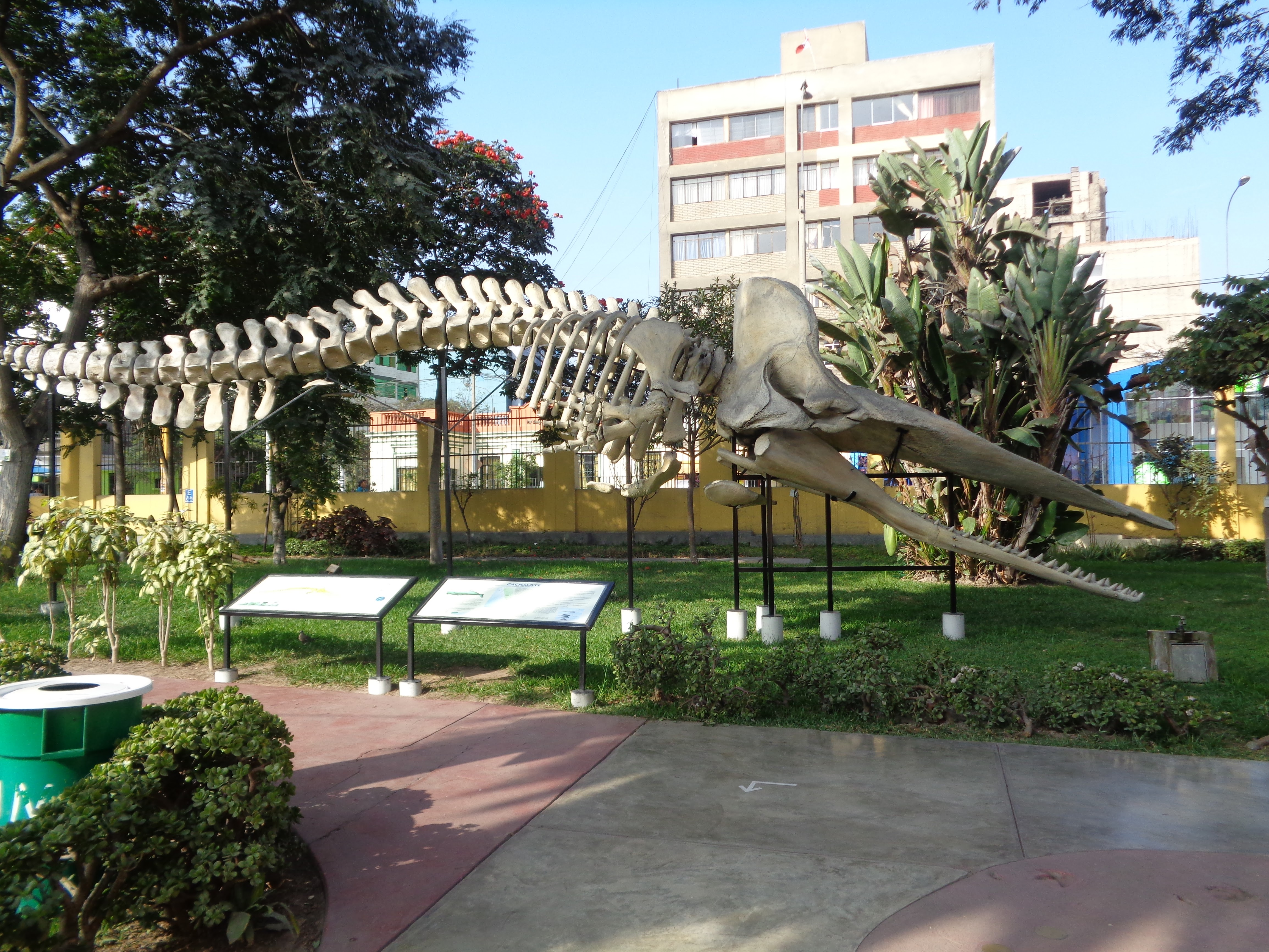
Osamenta de cachalote en el Museo de Historia Natural de Lima, ubicado en la avenida Arenales.

- Museo de Historia Natural de Lima: De nombre oficial Museo de Historia Natural «Javier Prado» de la Universidad Nacional Mayor de San Marcos, es el principal y más antiguo museo de su tipo en el Perú. Fue creado el 28 de febrero de 1918 y reúne actualmente la más grande colección de especímenes de la flora, fauna y gea del Perú. El museo alberga colecciones valiosas del investigador sanmarquino italiano Antonio Raimondi y exhibiciones de esqueletos de dinosaurios. Cuenta con varias salas de exposición, así como un auditorio; brinda además servicios de asesoría, determinación de especies y diagnóstico sobre temas relacionados con el ámbito natural, al mismo tiempo busca promover la protección y conservación natural del Perú por medio de sus exposiciones regulares y especiales como el Museo de Noche y el Día de las Colecciones científicas abiertas al público. Tiene también una biblioteca especializada y realiza publicaciones especializadas de manera continua.[10] El Museo de Historia Natural cuenta además con una filial en la región de Arequipa denominada Museo Paleontológico de Sacaco, el cual resguarda diversos restos fósiles de la zona paleontológica de Sacaco, reconocida por el Ministerio de Cultura del Perú como Patrimonio Cultural de la Nación.

- Museo Nacional de Antropología, Biodiversidad, Agricultura y Alimentación: El también llamado Museo antropológico de la Universidad Nacional Agraria La Molina, expone una rica y amplia colección sobre antropología y agricultura precolombina, que va desde los primeros animales prehistóricos, los orígenes del hombre y la agricultura, hasta las más notables culturas desarrolladas en el Perú antes de que América se diera a conocer al mundo. La gran mayoría de su colección corresponde a piezas recolectadas por el arqueólogo suizo Frederic Engel a través de sus estudios en el Perú.

- Museo de la Inmigración Japonesa al Perú: Este museo se inauguró en julio de 1981 como conmemoración del aniversario 80.º de la inmigración japonesa en el Perú acontecido en 1979. En este museo hay una exhibición de diversos objetos relacionados con la llegada en 1899 del primer grupo de inmigrantes japoneses al Perú. Los primeros objetos museográficos exhibidos se trajeron desde Japón y se instalaron en Lima bajo la tutela de Shozo Masuda, un reconocido peruanista nikkei. Luego, se sumaron otros objetos relacionados con diversos temas como la actitud e integración de los inmigrantes japoneses en el Perú, las relaciones diplomáticas peruano-japonesas después de la Segunda Guerra Mundial, una línea cronológica de los principales acontecimientos del mundo junto a los principales acontecimientos en la comunidad peruano-japonesa, las celebraciones por los aniversario 80.º, 90.º y 100.º de la inmigración japonesa en el Perú, el fenómeno dekasegi, entre otros. El museo se ubica en el segundo piso del Centro Cultural Peruano Japonés y tiene un área de 273 m². Su primera sala es de la exposición permanente, la cual narra la historia de la comunidad nikkei y su inmigración, aspectos diversos de las relaciones entre Japón y Perú, y una descripción amena de las culturas peruana y japonesa. La segunda sala corresponde a las exposiciones temporales, por lo que se renueva constantemente. Así mismo, cuenta con un espacio para el archivo y preservación de fotografías y documentos históricos acerca de la inmigración; esta área puede usarse también como espacio de estudios y reuniones. Desde el 2003, el nombre del museo rinde homenaje a Carlos Chiyoteru Hiraoka, reconocido empresario y activo dirigente de la comunidad nikkei y de la Asociación Peruano Japonesa.[6]

- Museo Coleccionables de Fútbol: Es el museo más reciente del distrito, creado por un joven vecino jesusmariano, quien en 2004 completó su primer álbum de la Copa América, y que actualmente cuenta con más de diez mil piezas coleccionables relacionadas al fútbol. Entre estas se encuentran albúmenes, banderines, camisetas, merchandising, suvenires, entre otros artículos de diversas partes del mundo. La atención suele ser los fines de semana previa cita por su red social. Uno de los objetos de mayor valor de la colección es una camiseta firmada por Maradona cuando fue director técnico de Argentina, donada por el periodista deportivo Daniel Peredo.[13]

### Iglesias y templos

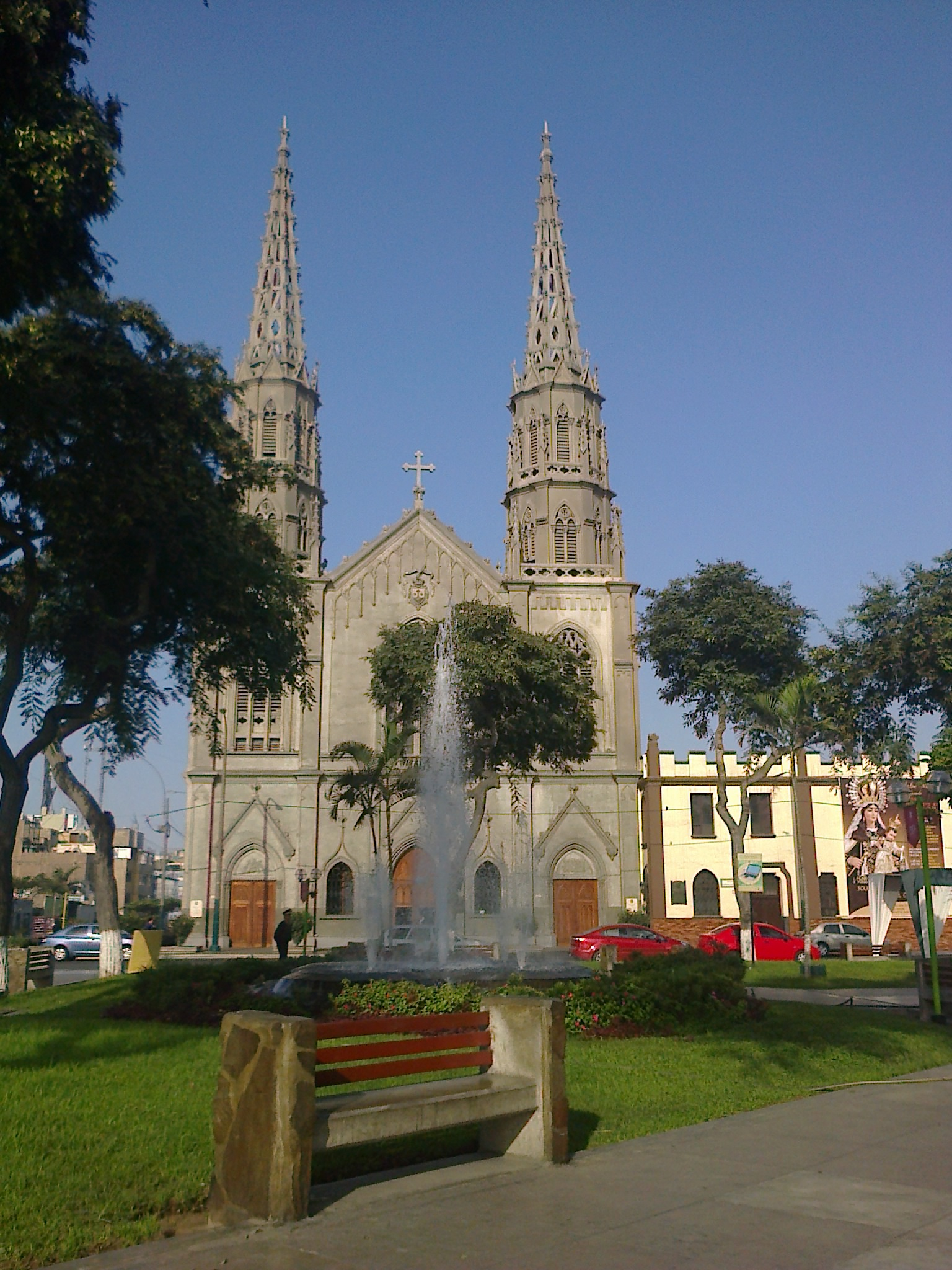
Vista de la Iglesia San José

- Iglesia San José: Se construyó en el marco de la expansión de Lima hacia las tierras de Jesús María, entonces propiedad de Carlo Orézzolí. Los carmelitas tenían a su cargo la parroquia de Santiago del Cercado en Barrios Altos desde 1920, sin embargo, necesitaban contar con una fundación. Fue entonces que el padre Hermenegildo de la Virgen del Carmen, provincial de la Orden, adquiere un terreno en las tierras de Jesús María para concretizar el objetivo de los padres carmelitas. Antes de la construcción, el padre le comentó al entonces arzobispo de Lima sus planes para construir una parroquia en Jesús María y éste le preguntó a quién se pensaba dedicar el templo. El padre respondió que era claro que se dedicaría el templo a Nuestra Señora del Carmen al ser ellos carmelitas. Sin embargo, el arzobispo replicaría que la Virgen del Carmen ya contaba con un templo en Lima, mientras que san José, reconocido como patrón del Perú. El padre entendería la petición y nombraría así a san José como el patrón titular de la nueva iglesia. En septiembre de 1945 se iniciaron las obras de la iglesia bajo la dirección del padre Manuel Vidaurre Arrarás, experto arquitecto y constructor de varias iglesias en América Latina y España. El templo demoraría cuatro años en construirse, teniendo su inauguración el 15 de octubre de 1949. Respecto a las características arquitectónicas del templo, este cuenta con un estilo neogótico, distinguiéndose principalmente por la altura de sus paredes, la forma de sus bóvedas y la presencia de pilares y arcos que soportan toda la estructura. Sus dimensiones son 57 m de largo, 23 de ancho, y de alto 33 m en la cúpula y 52 m en sus dos torres.[6][11]

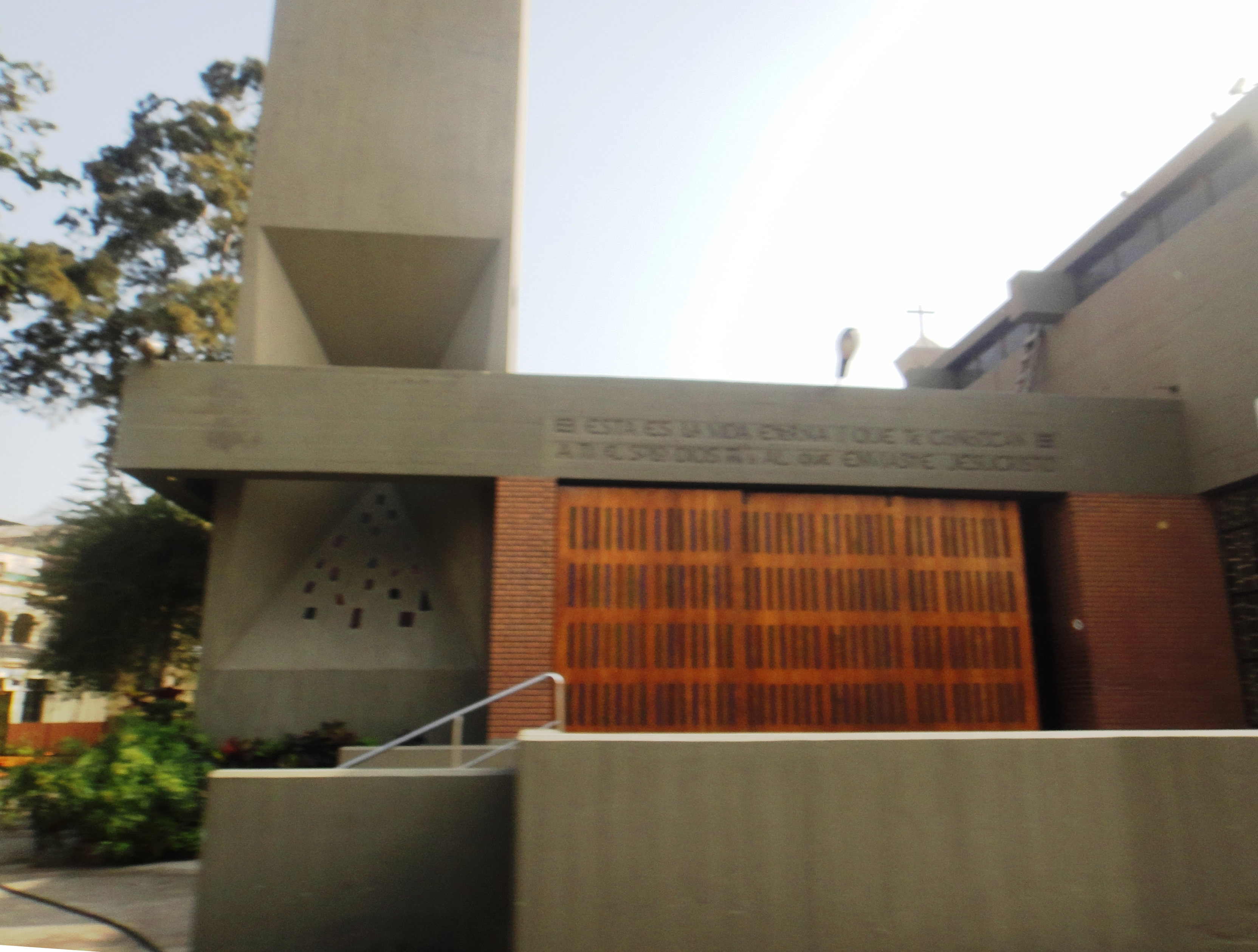
Vista de la Iglesia San Antonio de Padua

- Iglesia San Antonio de Padua: Ubicada en la cuadra 5 de la avenida San Felipe, fue inaugurada el 30 de noviembre de 1967. Está ligada a la historia del arte vitral en las iglesias de Lima, impulsada por el artista austriaco Adolfo Winternitz. Sus orígenes se remontan al 2 de mayo de 1952, cuando se crea la parroquia San Antonio de Padua, siendo su primer párroco el padre Urbano Cloutier. En los siguientes años fundaría y construiría el Colegio San Antonio de Padua. La iglesia fue diseñada por el arquitecto peruano Roberto Wakeham y se inauguró con motivo de la consagración episcopal de su entonces párroco, el monseñor Lorenzo Guibord. Cuenta con una capacidad para mil personas y dos entradas. Guarda en su interior importantes obras de Adolfo Winternitz, tales como el vitral de ocho cuerpos del Magnificat y el Cristo con Él y en Él, además de obras de la escultora italiana Anna Maccagno, tales como La estatua de San Francisco, El vía crucis en aluminio fundido y el sagrario en planchas de fierro.[6][11]

- Iglesia Santa María Madre de la Iglesia: Es una pequeña iglesia ubicada en la Residencial San Felipe y al frente del Centro Cultural Peruano Japonés. Dada su ubicación brinda servicios de misa especiales para la comunidad peruano-japonesa y para los habitantes del complejo residencial y alrededores.

- Iglesia Nuestra Señora del Sagrado Corazón: Es una pequeña iglesia que era el oratorio de las personas que vivían en la casa denominada La Ranchería, que quedaba al junto a la actual iglesia. Este conjunto formaba parte de lo que antiguamente era la casa-hacienda o ranchería principal del fundo Matalechucitas y de la suerte de tierras de Jesús María, en la zona de la actual cuadra 14 de la avenida Arnaldo Márquez, donde hasta poco habían trazos de una casa campestre. Las acequias Hijas del Huatica recorrían esta zona, en lo que es hoy son la avenida Garzón y tramos de la avenida Arnaldo Márquez.[6][11]

- Santuario del Señor de la Caída: Es un pequeño santuario que resguarda la imagen de un Cristo Nazareno cargando la cruz sobre sus hombros, obra del escultor Marcos Huapaya Ávila iniciada en 1928 y finalizada en abril de 1935 para las celebraciones de Semana Santa. El escultor le puso el nombre de «Señor de la Caída» en honor a la pasión de Jesús y a su veneración por un fundo de San Antonio, en el distrito de Mala, llamado La Caída. Si bien inicialmente se pensó poner en venta, una mujer le atribuyó a la imagen un milagro y desde entonces los devotos empezaron a crecer. Posteriormente, el escultor y su familia se mudaron al distrito de Jesús María, donde construyeron una casa con un espacio para la veneración de la escultura.[11][14]

### Parques, plazas y jardines

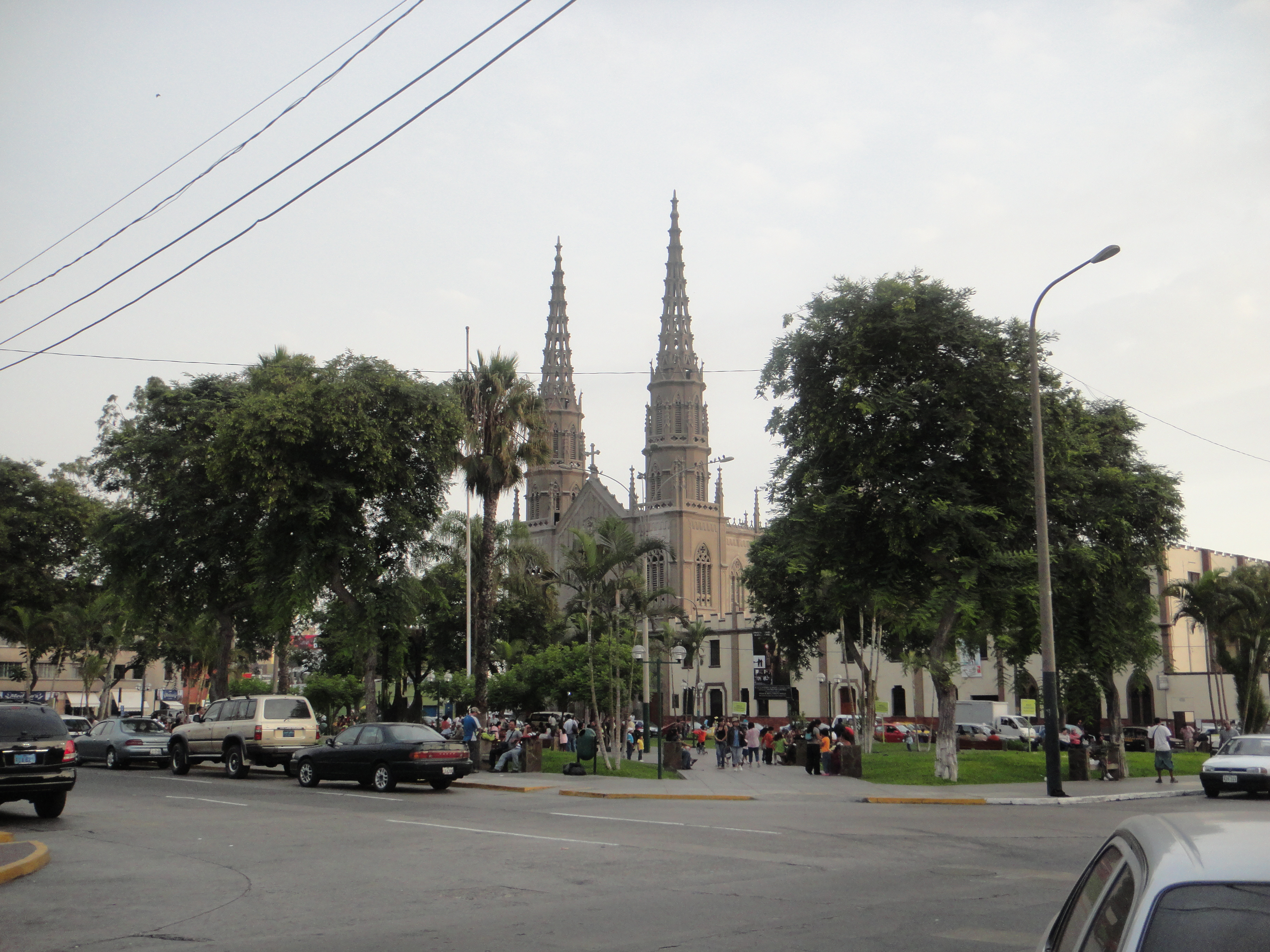
Vista lateral de la plaza San José

- Plaza San José: Conocida también como la plaza Diez Canseco, se ubica en pleno corazón y principal zona comercial del distrito, frente a la Iglesia San José y al mercado que comparte su nombre. Tiene un área de aproximadamente 600 m² y, en su centro, exhibe el Monumento a la Familia. Cuenta con servicio gratuito de internet inalámbrico. Al lado de la plaza se ubica el tradicional mercado San José, el cual se construyó sobre una propiedad de un ciudadano italiano que tuvo que darlo al Estado peruano como compensación por una deuda que mantenía der impuestos. Este a su vez lo da a la Municipalidad del distrito para lo que sería la construcción de su mercado distrital. En la actualidad alberga casi trescientos puestos de variada mercadería.[6]

- Plaza Cáceres: Construida en homenaje al mariscal Andrés Avelino Cáceres, héroe de la Campaña de la Breña durante el conflicto de fines del siglo XIX con Chile. En esta plaza se observa una escultura erigida en 1951, la cual rinde homenaje al mariscal también referido como el Brujo de los Andes. Remodelada recientemente, cuenta con servicio gratuito de internet inalámbrico.[6]

- Parque Habich: Lleva dicho nombre porque en él se ubica un monumento erigido en 1911 y dedicado al ingeniero polaco Eduardo de Habich, catedrático de ingeniería en el Perú, uno de los miembros fundadores en 1888 de la histórica Sociedad Geográfica de Lima, y fundador en 1876 de la Escuela de Ingenieros del Perú (actual Universidad Nacional de Ingeniería).[6]

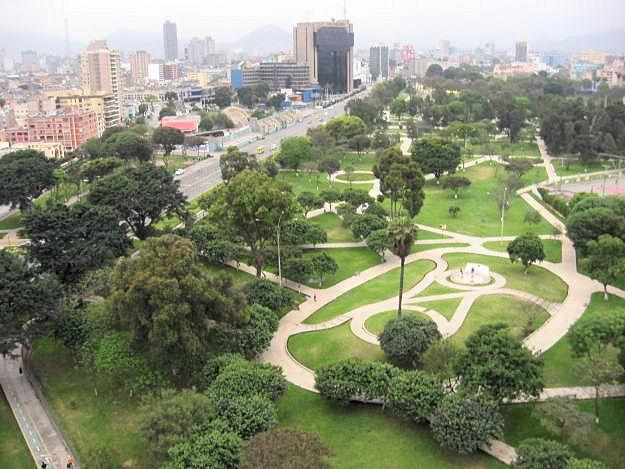
Foto panorámica del Campo de Marte.

- Campo de Marte: También referido plaza de la Revolución, es un gran parque ubicado dentro de lo que anteriormente era el Hipódromo de Santa Beatriz, del cual queda ahora solo una tribuna. Es considerado como el pulmón ecológico de Jesús María y de toda Lima. Dentro del Campo de Marte se puede practicar fútbol, tenis y natación ya que dentro del recinto se ubican las instalaciones de las respectivas federaciones nacionales de tenis y natación. En su interior encuentra se encuentran varios monumentos de gran importancia, tales como el Monumento a los defensores de la frontera ubicado en su zona oeste y erigido en homenaje a los caídos en la Campaña de 1941 del conflicto bélico con Ecuador. Este monumento está formado por tres figuras femeninas que simbolizan a las provincias de Jaén, Maynas y Tumbes, que fueron pretendidas durante la guerra por Ecuador. En su zona superior se ubican dos estatuas de bronce que representan el derecho y la justicia. En su frente, delante del arco, se encuentra otra estatua puesta sobre un pedestal. Además, en la zona este del campo se ubica el monumento denominado El ojo que llora, monolito dedicado a las víctimas por la violencia terrorista y represión estatal durante la época del terrorismo en el Perú entre los años 1980 y 2000. Este monumento es obra de la artista plástica Lika Mutal, neerlandesa residente en el Perú, y fue inaugurado el 28 de agosto de 2005. Está rodeado por un laberinto circular de piedras pequeñas y planas colocadas muy juntas una a otra; en ellas están grabados los nombres de las víctimas junto con la respectiva fecha de muerte o desaparición. Otros hitos de interés en el área histórica del Campo de Marte son el Puente de la Amistad Peruano-Japonesa que se inauguró el 29 de mayo de 1999 para conmemorar el 100.º aniversario de la inmigración japonesa en el Perú y que cuenta con los nombres grabados de los 790 japoneses que comenzaron dicho proceso de inmigración en el país, el Monumento a la madre, el Mural del Papa de 500 m de longitud y elaborado con cerámica vidriada en honor a la primera visita del Papa Juan Pablo II al Perú en 1985,[4] el Monumento a Jorge Chávez, El árbol de la confraternidad y el Monumento a Miguel de Cervantes Saavedra. Alrededor del campo están ubicados edificios de algunas de las más importantes instituciones públicas peruanas y otras organizaciones deportivas nacionales. Es además un escenario político de relevancia histórica al ser el lugar donde fue asesinado el presidente Luis Miguel Sánchez Cerro la mañana del 30 de abril de 1933, y por ser la sede de la Gran Parada Militar del 29 de julio en algunas ocasiones. La denominada avenida de la Peruanidad divide en este y oeste el parque y es donde se realiza específicamente el mencionado acto cívico. El 3 de mayo de 1968, la ley 16979 declaró como área verde intangible al Campo de Marte.[6]

- Parque de mascotas: Ubicado en uno de los extremos del Campo de Marte, tiene un área aproximada de 10 000 m². El parque cuenta cuenta con zonas especiales de actividades físicas, juego y servicios higiénicos para mascotas, además de servicios de seguridad y médicos brindados por la Brigada Canina Municipal. En una rotonda que divide el área veterinaria y de policía canina del área libre para que las mascotas se ha erigido el Monumento a las mascotas, en honor a los animales compañeros de hogares en la figura de un perro de la raza comúnmente conocida como perro peruano sin pelo, en actitud atenta, sentado y en color negro con la vista hacia el monumento de los defensores de la frontera, como si estuviera vigilando y manteniendo el orden.[6]

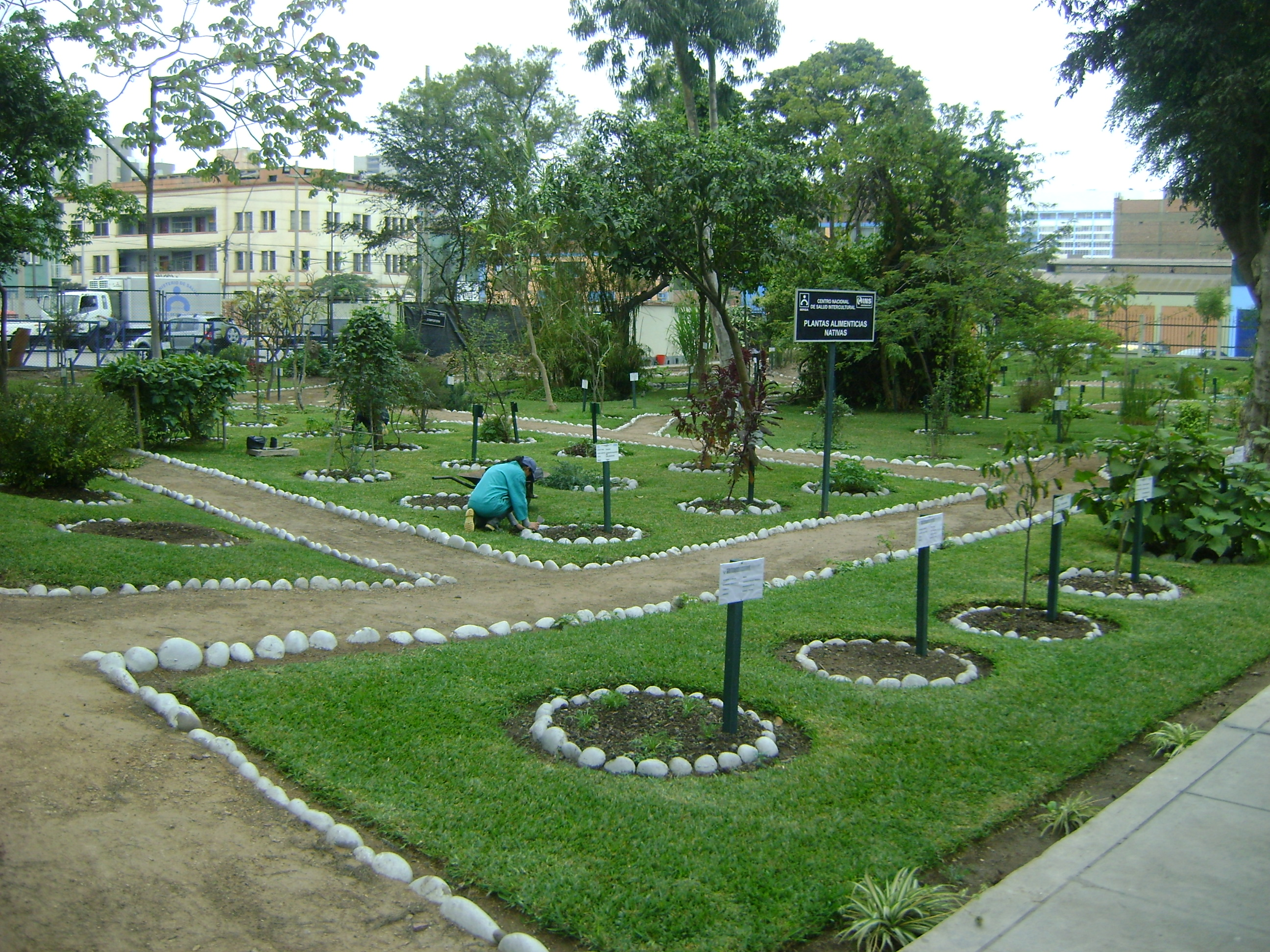
Vista del Jardín botánico de Plantas Medicinales de Lima.

- Jardín botánico de Plantas Medicinales de Lima: Fundado en 1999, es un jardín botánico dedicado a la difusión de la riqueza de las plantas medicinales en el Perú que permite al mismo tiempo que el público en general pueda observar a las principales plantas medicinales en su forma botánica original. Alberga una colección de más de trescientas especies botánicas, la mayoría de ellas originarias del Perú, con una acción terapéutica científicamente testeada y otras muy utilizadas en la medicina tradicional que aún no están comprobadas científicamente. El jardín botánico es administrado por el Centro Nacional de Salud Intercultural (CENSI) del Instituto Nacional de Salud. Además de su sede en Jesús María cuenta con otra en el distrito de Chorrillos.[6]

- Parque de los Próceres: Este Parque comprende un área de 4 776 m² y se ubica en lo que antiguamente fue el Bosque Matamula. Fue inaugurado en 1971 en el contexto de las celebraciones por el sesquicentenario de la Independencia de Perú. En su centro se ubica un monumento de 20 metros de altura que exhibe esculturas de los principales precursores y próceres de la independencia del país. El parque y su monumento buscan resaltar la contribución peruana a la independencia; resaltando así personajes como Juan Pablo Viscardo y Guzmán y Túpac Amaru II, en vez de José de San Martín y Simón Bolívar. Desde el 2010 es sede de la Feria del Libro de Lima.[6]

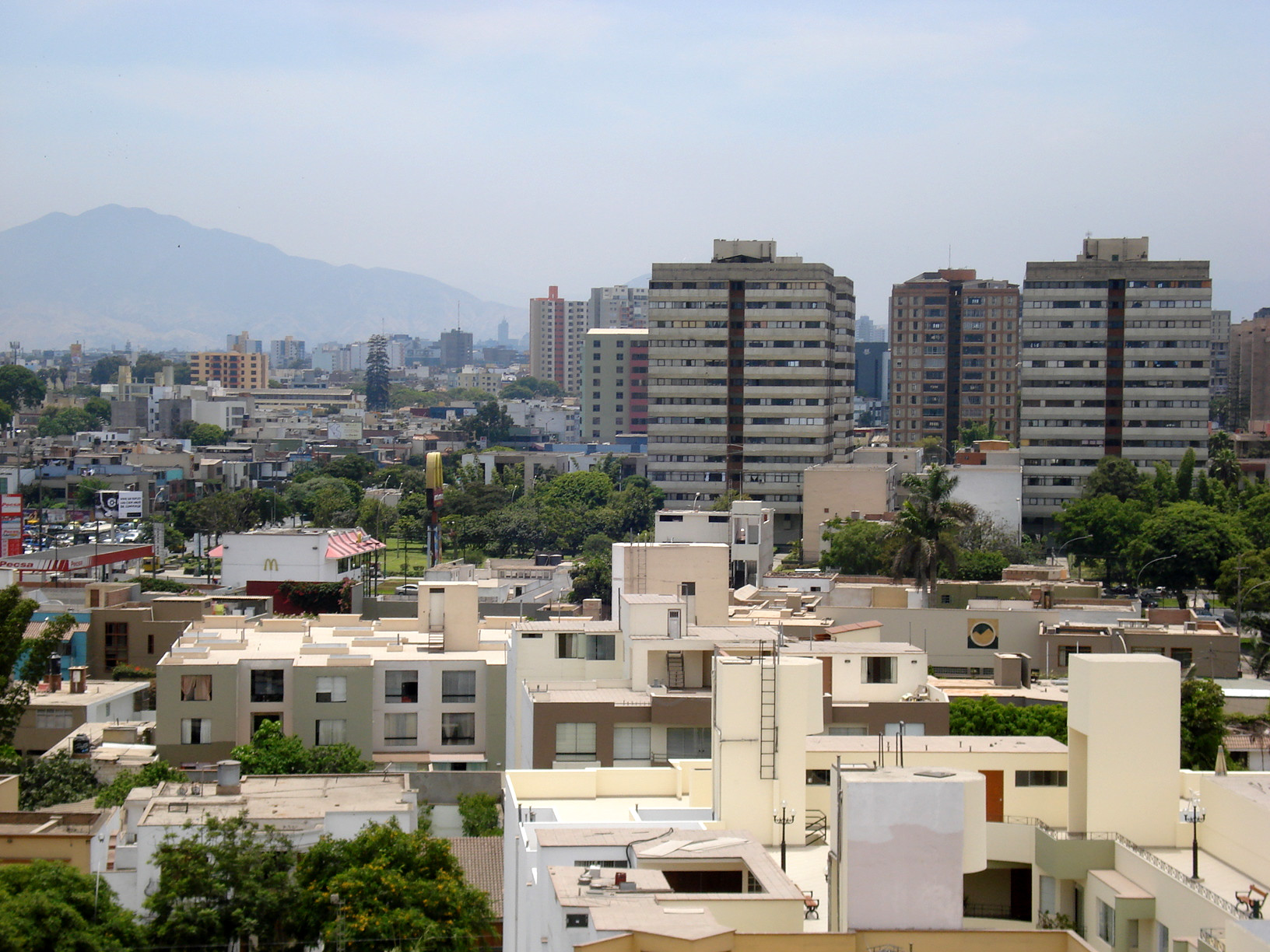
Vista parcial de la Residencial San Felipe.

- Residencial San Felipe: Vio iniciada su construcción en 1963, durante la primera gestión presidencial de Fernando Belaúnde Terry, teniendo como diseñador principal a Enrique Ciriani, reconocido arquitecto peruano. Su diseño buscó definir un estilo de vida mediante hogares organizados alrededor de un espacio de uso común de nombre ágora, contando además con anillos en su segundo nivel para la actividad de tiendas y uso comercial, introduciendo también una idea novedosa para la época: el departamento dúplex. Arquitectos y especialistas consideran a este conjunto residencial Residencial San Felipe como un referente arquitectónico y urbanístico en Lima. Representa a la clase media de Lima y su estilo de vida, conjugando los espacios verdes correctamente como espacios públicos. Al no existir otro caso urbanístico similar en Lima algunos especialistas consideran convertir al complejo en patrimonio arquitectónico limeño. El periodista peruano Rafo León ha denominado a la residencial una especie de pequeño Central Park de Lima, habitado por casi 10 000 personas en un espacio de casi 260 000 m².[4][6]

- Olivar de Oyague: También llamado Olivar de Jesús María u Olivar de San Felipe, es un área con olivos en los alrededores de las cuadras 3, 4 y 5 de la avenida San Felipe. Al estar atravesada por la avenida, actualmente se puede encontrar su vestigio en los parques públicos y jardines de las casas y edificios de la zona. Cuenta la tradición, que el propio San Martín de Porres llegó a recoger aceitunas en esta zona, en sus periplos hacia lo que hoy es el distrito de Pueblo Libre. Recientemente recuperado, se pueden apreciar ocasionalmente algunos olivos en producción.

### Sitios de interés desaparecidos
- Huaca Universidad: También llamada Huaca Santa Beatriz o Huaca Grande al ser una de las de mayor tamaño de la capital. Se ubicaba en terrenos adyacentes al Museo de Historia Natural de Lima y pertenecientes a la Universidad Nacional Mayor de San Marcos, entre las avenidas Arenales, Salaverry, y las calles Rebagliati, Cueto, Coronel Zegarra, y Montero. Fue destruida entre 1935 y 1950 para dar paso a la construcción del Hospital Edgardo Rebagliati Martins.[15]
- Huaca Los Patricios: Ubicada entre las calles Estados Unidos y Cáceres del distrito, en el actual pasaje Los Patricios y la zona del Parque 13 de Diciembre coliendante a este. Fue destruida aproximadamente en 1943.
- Huaca Palermo: Se encontraba en la zona del actual cruce de la avenida Horacio Urteaga y la avenida General Santa Cruz.  zona donde funcionó el antiguo cine Palermo del distrito. Fue destruida en 1943 aproximadamente, dando lugar al antiguo cine Palermo, hoy también desaparecido. En su zona se erige actualmente el edificio denominado Aires de Palermo.
- Huaca Matalechuza: También llamada Matalechucita, se ubicaba en la cuadra 19 de la avenida Salaverry, cerca al cruce con la avenida del Ejército, en un área correspondiente al Bosque Matamula también llamado Bosque Matalechuza. Estuvo asociada al valle de Huatica y fue destruida en 1951 para dar paso al actual Parque de los Próceres.
- Parque temático Minimundo y pista de patinaje sobre hielo: Se ubicaron en la cuadra 17 de la avenida Salaverry, frente al Círculo Militar y en uno de los laterales del Parque de los Próceres. Además de la pista de patinaje, el parque temático ofrecía una exposición de los más importantes atractivos turísticos de Lima y Perú en miniatura, con más de 200 maquetas elaboradas de distintos materiales que representan distintos íconos arquitectónicos nacionales. Luego de un largo periodo de cierre en el contexto de un litigio, a fines de 2023 el terreno pasó a ser administrado nuevamente por el municipio, el cual lo destinará a nuevos usos por anunciarse.[6]

### Monumentos históricos del Perú
Jesús María cuenta con algunos monumentos y lugares incluidos en el registro de monumentos históricos del Perú por su valor artístico, histórico, arquitectónico, cultural y social.
| Id.     | Monumento                                      | Provincia | Localidad               | Ubicación                                                          | Imagen            |
| ------- | ---------------------------------------------- | --------- | ----------------------- | ------------------------------------------------------------------ | ----------------- |
| LIM-147 | Campo de Marte                                 | Lima      | Distrito de Jesús María | Av. de La Peruanidad.                                              | Subir otra imagen |
| LIM-148 | Avenida Salaverry                              | Lima      | Distrito de Jesús María | Av. Salaverry.                                                     | Subir otra imagen |
| LIM-149 | Olivar de Oyague                               | Lima      | Distrito de Jesús María | Entre las calles Arnaldo Márquez, Río de Janeiro y Estados Unidos. | Subir otra imagen |
| LIM-150 | Casa del arquitecto Luis Miró Quesada Garland  | Lima      | Distrito de Jesús María | Jirón Huiracocha 2281.                                             | Subir otra imagen |
| LIM-183 | Jardín Botánico de Plantas Medicinales de Lima | Lima      | Distrito de Jesús María | Av. Salaverry, cuadra 8.                                           | Subir otra imagen |
| LIM-184 | Plaza Cáceres                                  | Lima      | Distrito de Jesús María | Av. Cuba, cuadra 6.                                                | Subir otra imagen |
| LIM     | El ojo que llora                               | Lima      | Distrito de Jesús María | Av. Salaverry, cuadra 1.                                           | Subir otra imagen |

## Festividades

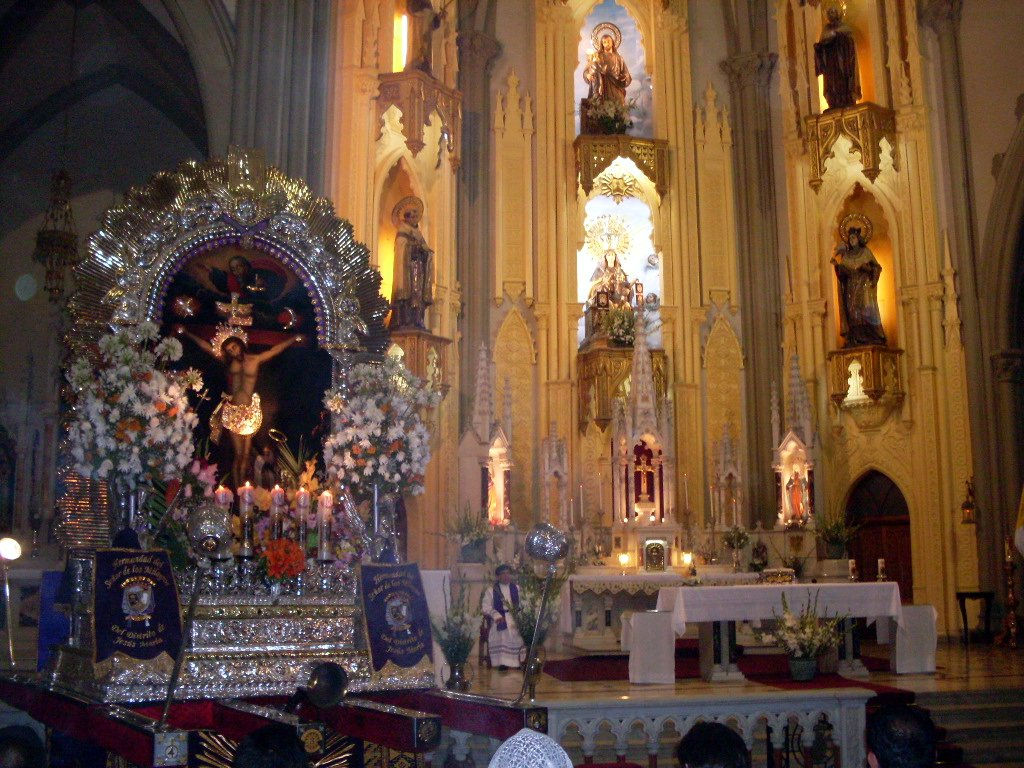
Imagen del Señor de los Milagros de Jesús María en el interior de la Iglesia San José.

Las principales festividades de Jesús María son las siguientes:
- 19 de marzo: San José.
- 16 de julio: Virgen del Carmen.
- 3 de noviembre: San Martín de Porres.
- 11 de noviembre: Señor de los Milagros de Jesús María.
- 13 de diciembre: Aniversario distrital de Jesús María.

## Hermanamientos
El hermanamiento de ciudades es un concepto por el cual pueblos o ciudades de distintas zonas geográficas y políticas se emparejan para fomentar el contacto humano y los enlaces culturales. Actualmente, Jesús María se encuentra hermanada con:
- Fichtelberg, Alemania.
- Jesús María, Argentina.
- Santo Tomé, Argentina.
- Arica, Chile.
- Guayaquil, Ecuador.
- Capitán Meza, Paraguay.
- Antioquía, Perú.
- Porto Alegre, Brasil (2013).[20]

## Galería

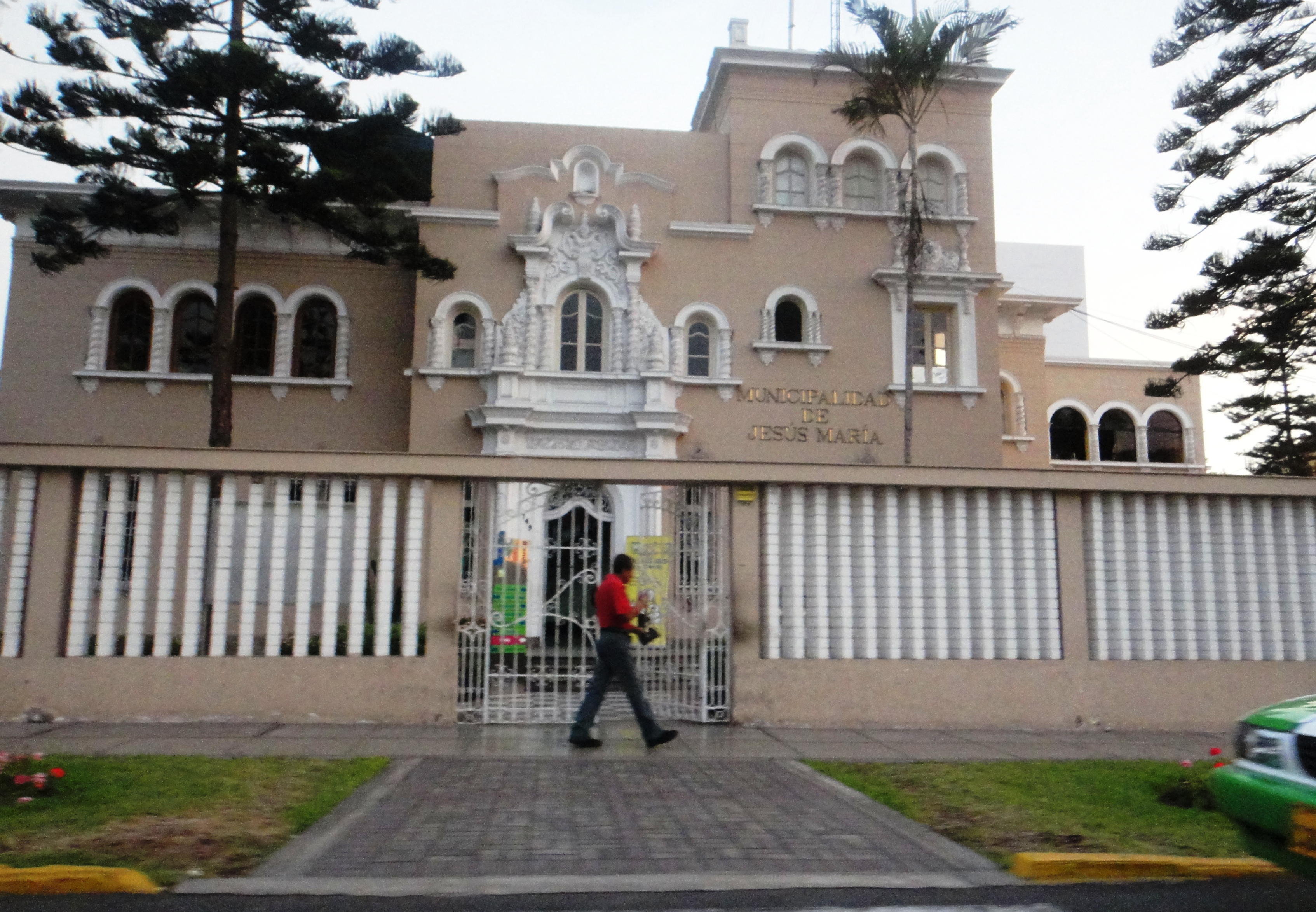
Municipalidad de Jesús María.
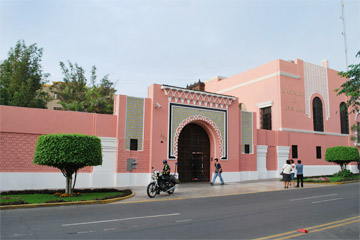
Palacio Municipal de Jesús María.
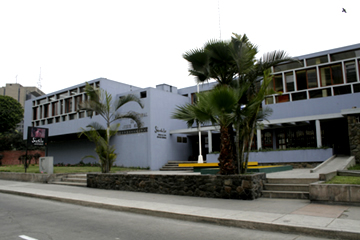
Centro Cultural Sérvulo Gutiérrez.
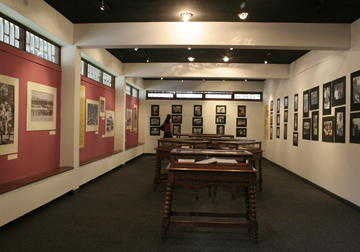
Galería de Arte Sérvulo Gutiérrez.
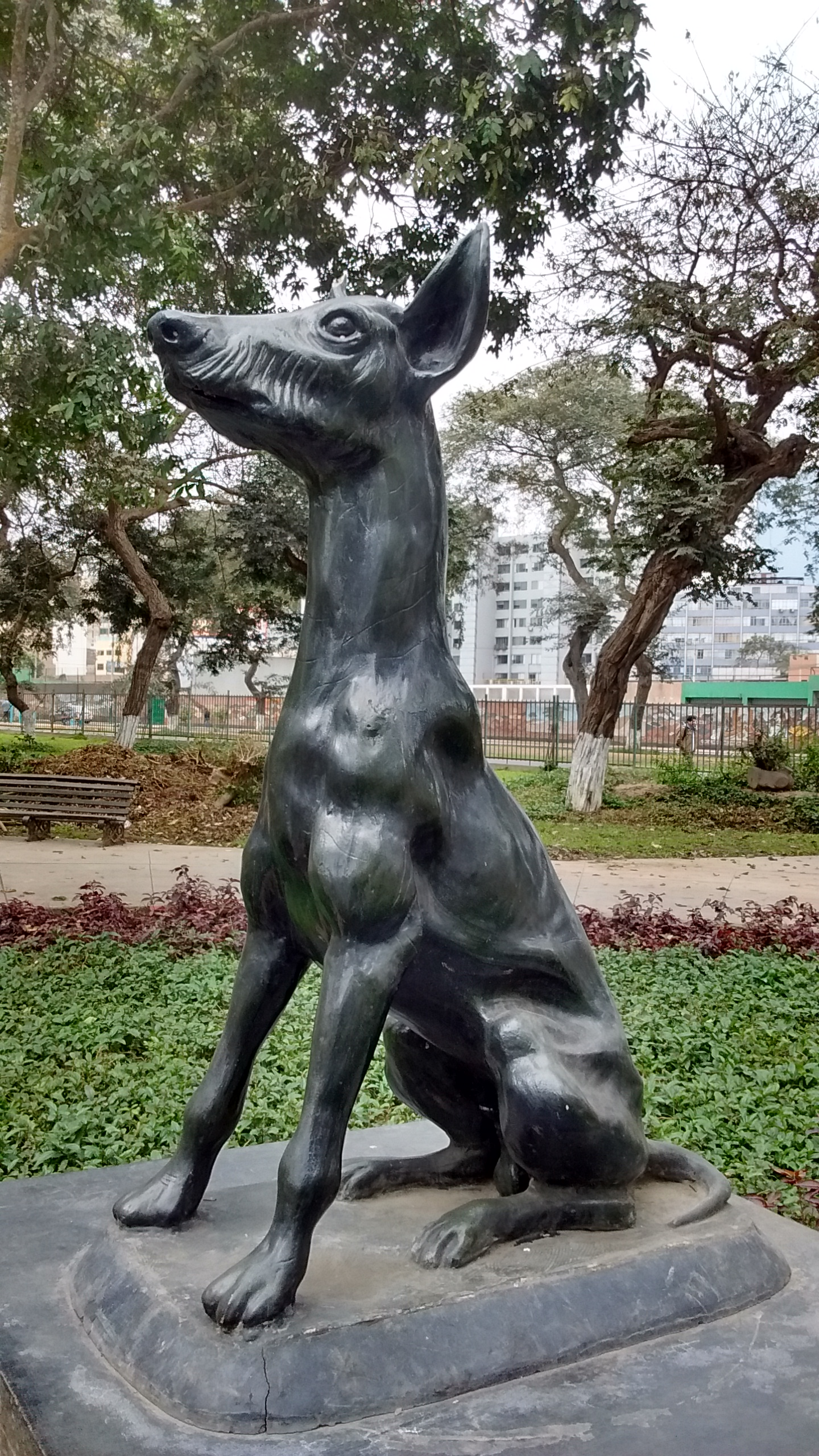
Monumento a las mascotas en el Campo de Marte.
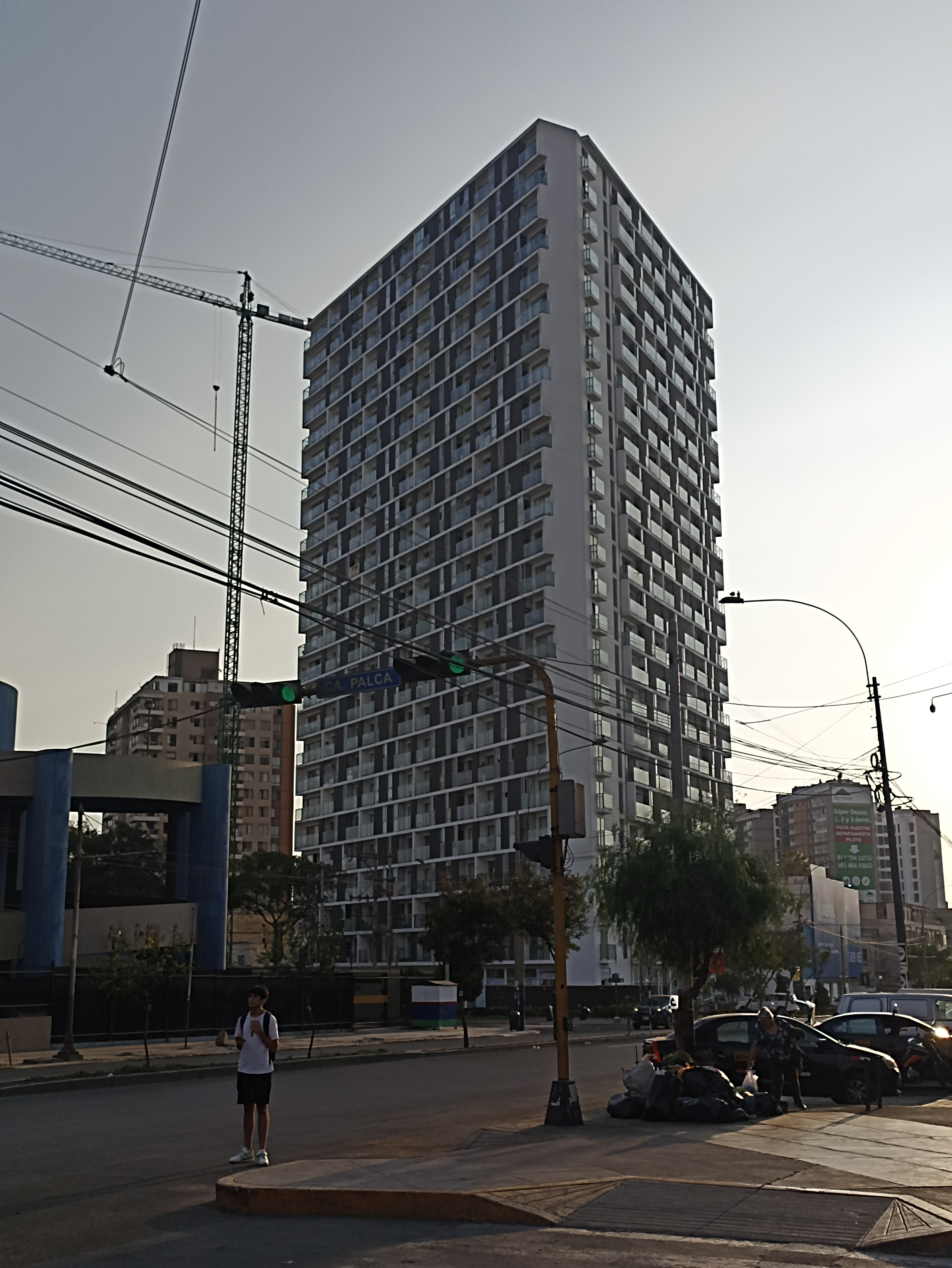
Boom inmobiliario de Jesús María.